# Episodi di Pocket Monsters
Pocket Monsters (ポケットモンスター?), spesso denominata "serie originale", è la prima serie della serie televisiva anime Pokémon. Trasmessa a partire dal 1º aprile 1997 in Giappone venne divisa negli Stati Uniti in cinque stagioni che vennero trasmesse in Italia dal 10 gennaio del 2000 su Italia 1. Conta complessivamente 274 episodi, di cui quattro censurati in Italia (tre della prima e uno della quinta). È ambientata nelle regioni di Kanto e Johto. Gli episodi dall'82 al 116 sono ambientati nell'arcipelago delle Isole Orange, dove Ash Ketchum e compagni incontrano Tracey Sketchit, un disegnatore che prenderà il posto di Brock, accompagnando Ash e Misty per trentaquattro puntate.
Gli episodi sono stati nuovamente doppiati, ricevendo inoltre dei nuovi titoli più fedeli a quelli inglesi, e ritrasmessi a partire dal 30 giugno 2014 dall'emittente televisiva K2.

## Pocket Monsters

### Pocket Monsters Sekiei League
Pocket Monsters Sekiei League (ポケットモンスター セキエイリーグ?) è la prima stagione della prima serie Pocket Monsters. Gli 82 episodi presentano Ash Ketchum, ragazzino di 10 anni nato a Biancavilla, che decide di diventare un maestro di Pokémon. Riceve come Pokémon iniziale un Pikachu e viaggia nella regione di Kanto, al fine di conquistare le medaglie che gli permetteranno di accedere alla Lega Pokémon dell'Altopiano Blu. Durante la sua avventura incontrerà e catturerà molti Pokémon e farà amicizia con Misty e Brock che seguiranno il ragazzo nel suo viaggio. I Pokémon presenti in questa serie sono tutti appartenenti alla prima generazione, ad eccezione del Pokémon leggendario Ho-Oh, che Ash vede al termine del primo episodio, e del Togepi di Misty.
In Occidente alcuni episodi sono stati rimossi o vietati a causa della censura. Fino all'episodio 116 questo ha comportato una difformità nella numerazione degli episodi rispetto al Giappone, ignorata per le stagioni successive. Qui viene riportata la numerazione Occidentale che tiene conto degli episodi mai trasmessi fin dal primo episodio per ragioni pratiche.
| Nº | Titolo italiano Giapponese 「Kanji」 - Rōmaji - Titolo inglese | In onda           | In onda            |
| Nº | Titolo italiano Giapponese 「Kanji」 - Rōmaji - Titolo inglese | Giapponese        | Italiano           |
| 1  | L'inizio di una grande avventura / Pokémon, scelgo te! 「ポケモン！君に決めた！」 - Pokémon! Kimi ni kimeta! – "Pokémon, I Choose You!" | 1º aprile 1997    | 10 gennaio 2000    |
| 1  | Ash Ketchum arriva in ritardo al laboratorio del Professor Oak per la scelta del suo Pokémon iniziale ed è costretto a prendere Pikachu. Gary deride il ragazzo. Ash saluta la madre Delia Ketchum e si mette in cammino per iniziare il suo viaggio di allenatore. Pikachu all'inizio è piuttosto scontroso e non vuole entrare nella sua Pokéball. Ash cerca di catturare un Pidgey senza successo in quanto scopre che l'unico modo per ottenere altri Pokémon è quello di far combattere il proprio contro di loro per indebolirli. Per errore il ragazzo colpisce uno Spearow e questo lo attacca. Durante lo scontro, Pikachu resta ferito. Ash incontra Misty che gli consiglia di andare al centro medico a far curare il suo Pokémon. Ash le ruba la bicicletta che viene distrutta e alla fine dell'episodio il ragazzo vede il Pokémon Leggendario Ho-Oh, Pokémon della seconda generazione. |                   |                    |
| 2  | Emergenza! / Emergenza Pokémon 「対決！ポケモンセンター！」 - Taiketsu! Pokémon sentā! – "Pokémon Emergency!" | 8 aprile 1997     | 11 gennaio 2000    |
| 2  | Ash si reca al Centro Pokémon di Viridian City e qui incontra l'agente Jenny, l'infermiera Joy ed il suo Chansey. Misty raggiunge Ash perché vuole che il ragazzo le ripaghi la bicicletta. Nel frattempo, il Team Rocket attacca il centro per i Pokémon con Koffing ed Ekans. Misty decide di seguire Ash nel suo viaggio. |                   |                    |
| 3  | Il primo Pokémon catturato / Ash cattura un Pokémon 「ポケモン ゲットだぜ！」 - Pokémon getto da ze! – "Ash Catches a Pokémon!" | 15 aprile 1997    | 12 gennaio 2000    |
| 3  | Ash cattura un Caterpie, ma Misty è terrorizzata dai Pokémon insetto. Il ragazzo schiera Caterpie per combattere contro Pidgeotto, ma ben presto scopre che il Pokémon è troppo debole. Solo l'intervento di Pikachu consente ad Ash di catturare Pidgeotto. Successivamente Ash batte il Team Rocket vincendo così la sua primissima lotta Pokémon e Caterpie si evolve in Metapod. |                   |                    |
| 4  | La sfida del samurai / La sfida del Samurai 「侍少年の挑戦！」 - Samurai shōnen no chōsen! – "Challenge of the Samurai" | 22 aprile 1997    | 13 gennaio 2000    |
| 4  | Ash e Misty incontrano un Weedle. Il ragazzo fa combattere Pidgeotto, ma l'incontro viene interrotto da un allenatore. La prima sfida tra Pidgeotto e Pinsir viene vinto da quest'ultimo. Successivamente i ragazzi schierano entrambi un Metapod. Questo nuovo scontro viene interrotto dalla comparsa di uno sciame di Beedrill. Il Metapod di Ash salva la situazione e si evolve in Butterfree. |                   |                    |
| 5  | La grande sfida / Resa dei conti a Plumbeopoli 「ニビジムの戦い！」 - Nibi Gym no tatakai! – "Showdown in Pewter City" | 29 aprile 1997    | 14 gennaio 2000    |
| 5  | Ash e Misty raggiungono Pewter City. Qui i ragazzi conoscono un bizzarro venditore di pietre che racconta loro la storia del capopalestra Brock. Durante il combattimento, Ash schiera Pikachu contro Onix ed Ash decide di arrendersi poiché il pokémon del capopalestra stava soffocando il suo Pikachu. Durante la rivincita, i fratelli di Brock intervengono per fermare Ash e il ragazzo decide di interrompere lo scontro. Il capopalestra decide di premiare comunque il suo sfidante con la medaglia Sasso. Il venditore di pietre si rivela essere il padre di Brock, il quale chiede di poter tornare ad essere il capofamiglia. Libero dalle incombenze, Brock si unisce al gruppo per cercare di realizzare il suo sogno: diventare un allevatore di Pokémon. |                   |                    |
| 6  | La Pietralunare / Clefairy e la Pietra Lunare 「ピッピとつきのいし」 - Pippi to tsuki no ishi – "Clefairy and the Moon Stone" | 6 maggio 1997     | 15 gennaio 2000    |
| 6  | Ash e i suoi amici si dirigono a Monte Luna. Qui i ragazzi incontrano uno scienziato di nome Seymour che sta cercando di tutelare le grotte e i Pokémon che vi abitano dalle persone che stanno cercando la Pietra Lunare. Lo Zubat catturato da Brock diventa determinate per sconfiggere il Team Rocket che sta cercando di catturare un Clefairy. Seguendo questo Pokémon, il gruppo raggiunge la Pietra Lunare, ma il Team Rocket si ripresenta e cerca di sferrare un attacco. Seymour convince i Pokémon a contrattaccare e il Team Rocket viene sconfitto. La Pietra Lunare si spezza e i frammenti permettono ad alcuni Clefairy di evolversi in Clefable. |                   |                    |
| 7  | Il segreto di Misty / I fiori di Celestopoli 「ハナダシティのすいちゅうか」 - Hanada City no suichūka – "The Water Flowers of Cerulean City" | 13 maggio 1997    | 17 gennaio 2000    |
| 7  | Ash e Brock si dirigono a Cerulean City, mentre Misty decide di non seguire i ragazzi. Ash è intento a combattere contro le tre Sorelle Sensazionali, le capoplestra della città, affiancate dal loro Seal. Le ragazze però rivelano di non avere più Pokémon in grado di combattere e offrono spontaneamente ad Ash la medaglia Cascata. Il ragazzo rifiuta ma, in quel momento, compare Misty che rivela di essere sorella delle altre tre. La ragazza si offre di battersi e schiera Staryu, mentre Ash decide di far combattere Butterfree. Successivamente Pidgeotto combatte contro Starmie. Prima del termine dell'incontro interviene il Team Rocket che, con un aspirapolvere gigante, decide di prosciugare la piscina della palestra per catturare tutti i Pokémon in essa contenuti. La vittoria di Ash contro il trio alla fine gli assicura la medaglia. |                   |                    |
| 8  | Impegnati e vincerai / Il viaggio verso la Lega Pokémon 「ポケモンリーグへのみち」 - Pokémon League e no michi – "The Path to the Pokémon League" | 20 maggio 1997    | 18 gennaio 2000    |
| 8  | Ash incontra l'allenatore A.J. che possiede una palestra non autorizzata dalla Lega Pokémon. Ash schiera Pidgeotto contro Sandshrew, ma perde. A.J. è un allenatore molto severo e il suo avversario non è d'accordo con i metodi utilizzati. A.J. sconfigge il Team Rocket, che voleva rubare Pikachu, aggiudicandosi la sua centesima vittoria. |                   |                    |
| 9  | La scuola per Allenatori / Una scuola esclusiva 「ポケモンひっしょうマニュアル」 - Pokémon hisshō manual – "The School of Hard Knocks" | 27 maggio 1997    | 19 gennaio 2000    |
| 9  | Mentre Ash cerca legna da ardere, si imbatte in Joe, ragazzino vittima di bullismo da parte di cinque compagni di classe riuniti intorno a lui. Ascoltando la loro conversazione, Ash scopre che i ragazzi stanno frequentando il Pokémon Tech, scuola preparatoria per allenatori di Pokémon. I diplomati della scuola sono automaticamente qualificati per partecipare alla Lega Pokémon senza viaggiare e collezionare medaglie. Ash, Misty e Brock si dirigono a scuola e conoscono il "leader" Giselle che si prende gioco di Ash deridendo le sue gesta. Ash sfida il Cubone di Giselle e riesce a batterlo con il suo Pikachu. Il Team Rocket prova a sfidare Giselle e i suoi studenti ma viene cacciato subito via. |                   |                    |
| 10 | Un'oasi felice / Bulbasaur e il villaggio nascosto 「かくれざとのフシギダネ」 - Kakurezato no Fushigidane – "Bulbasaur and the Hidden Village" | 3 giugno 1997     | 20 gennaio 2000    |
| 10 | Ash e i suoi amici raggiungono una radura e si fermano vicino a uno stagno per una pausa quando vedono un Oddish che beve. Ash e Misty cercano di catturarlo, ma vengono fermati da un Bulbasaur che salva l'Oddish. Continuano il loro viaggio e continuano a cadere in varie trappole, finché la proprietaria del Bulbasaur, Melanie, li salva e li riporta nella sua cabina. Si scopre che aiuta i Pokémon feriti, malati e abbandonati e Melanie spiega al gruppo che Bulbasaur, preoccupato per gli altri Pokémon del villaggio, si è fatto carico della loro protezione. Nel frattempo, il Team Rocket decide di rapire tutti i Pokémon, invano. Alla fine Melanie affida Bulbasaur ad Ash, ma non finché Bulbasaur sfida Ash e Pikachu in una battaglia. Ash, così, in seguito ad una lotta contro Pikachu, sconfigge Bulbasaur e lo cattura. |                   |                    |
| 11 | Un nuovo Pokémon / La fiamma di Charmander 「はぐれポケモン・ヒトカゲ」 - Hagure Pokémon Hitokage – "Charmander the Stray Pokémon" | 10 giugno 1997    | 21 gennaio 2000    |
| 11 | Ash, Misty, Brock e Pikachu incontrano un Charmander seduto su una roccia. Ash cerca di catturarlo, ma si scopre che ha un allenatore e non può essere catturato, quindi si dirigono al Centro Pokémon, ignari che avrebbero incontrato Damian, un allenatore di successo che si vanta di aver abbandonato il Charmander con una falsa promessa di tornare a prenderlo, quando in realtà intendeva abbandonarlo perché debole. La banda si affretta a salvare Charmander in mezzo al maltempo, ma Charmander ritorna dove era stato abbandonato e alla fine decide di unirsi ad Ash dopo aver salvato Pikachu dal rapimento del Team Rocket. |                   |                    |
| 12 | Una squadra scatenata / Arriva la squadra di Squirtle 「ゼニガメぐんだんとうじょう！」 - Zenigame-gundan tōjō! – "Here Comes the Squirtle Squad" | 17 giugno 1997    | 22 gennaio 2000    |
| 12 | Ash, Misty, Brock e Pikachu diventano vittime di scherzi compiuti da una banda di Squirtle conosciuta come "Squadra degli Squirtle". Finiscono per cadere in un buco e alla fine vengono addirittura catturati da loro. Si scopre che stanno lavorando insieme al Team Rocket. Quando Pikachu viene gravemente ferito da un Goldeen, Squirtle lascia uscire Ash per andare a prendere delle medicine in città, ma deve tornare presto altrimenti la Squadra degli Squirtle giustizierà Misty. Alla fine, la Squadra degli Squirtle salva la città da un incendio appiccato dal Team Rocket a causa del lancio di diverse bombe e lo Squirtle capo della squadra si unisce ad Ash nelle sue future avventure. |                   |                    |
| 13 | Il mistero del faro / Mistero al faro 「マサキのとうだい」 - Masaki no tōdai – "Mystery at the Lighthouse" | 24 giugno 1997    | 24 gennaio 2000    |
| 13 | Quando un Krabby catturato da Ash scompare tra le sue mani, il ragazzo va al faro vicino per vedere se il Pokémon ha raggiunto il laboratorio del Professor Oak. Il custode del faro è Bill, un ricercatore Pokémon che è alla ricerca di un esemplare misterioso che a volte appare vicino al suo faro. Proprio mentre questo misterioso Pokémon risponde alla chiamata di Bill e si avvicina al faro, appare il Team Rocket e cerca di catturarlo. Ferito, il Pokémon perde la fiducia di Bill e svanisce per sempre, anche se Bill intende tenere gli occhi aperti nel caso in cui appaia di nuovo. |                   |                    |
| 14 | Un incontro da elettroshock / Uno scontro elettrico 「でんげきたいけつ！クチバジム」 - Dengeki taiketsu! Kuchiba Gym – "Electric Shock Showdown" | 1º luglio 1997    | 25 gennaio 2000    |
| 14 | Ash finalmente arriva a Vermilion City ed è pronto a dimostrare di poter sconfiggere il capopalestra, Lt. Surge, lottando contro il Raichu del leader. Tuttavia, Ash scopre che molti allenatori hanno quasi perso i loro Pokémon per sconfiggere Lt. Surge, che lo schernisce per non aver fatto evolvere il suo Pikachu. Ash lascia a Pikachu la facoltà di scegliere se evolversi, perdendo così ogni possibilità di tornare ad essere sé stesso, oppure rimanere tale, e lui decide di non evolversi. Ash sfrutta la velocità del suo Pikachu per sconfiggere Lt. Surge e vincere la Medaglia Tuono. |                   |                    |
| 15 | Un'insolita crociera / Battaglia sulla Santa Anna 「サントアンヌごうのたたかい！」 - St. Anne-gō no tatakai! – "Battle Aboard the St. Anne" | 8 luglio 1997     | 26 gennaio 2000    |
| 15 | Il Team Rocket fa credere ad Ash e i suoi amici di aver vinto i biglietti per una crociera sulla nave Sant'Anna. Ash si gode il viaggio, scambiando anche Butterfree con un Raticate, ma dopo si sente in colpa e chiede indietro Butterfree. Tuttavia, l'intera crociera è uno schema ideato dal Team Rocket, che intende rubare i Pokémon di tutti gli allenatori a bordo. James acquista un Magikarp da un subdolo venditore, con l'impressione che lo renderà ricco, ignaro della vera natura di Magikarp. Dopo che i piani del Team Rocket falliscono, la Sant'Anna viene colpita da una potente tempesta. Ash perde la Poké Ball di Butterfree nella confusione e va a prenderla, proprio mentre James cerca di recuperare la Poké Ball di Magikarp, ed entrambi i gruppi perdono i sensi mentre il resto dei passeggeri scappa sano e salvo e la nave si immerge negli abissi. |                   |                    |
| 16 | Il naufragio / Il naufragio dei Pokémon 「ポケモンひょうりゅうき」 - Pokémon hyōryūki – "Pokémon Shipwreck" | 15 luglio 1997    | 27 gennaio 2000    |
| 16 | Ash, Misty, Brock e Pikachu si svegliano a bordo della Sant'Anna, scoprendo che si è capovolta ed è affondata. Altrove, anche Jessie, James e Meowth si svegliano e, nel tentativo di scappare, inondano l'area in cui si trovano. Quando Ash e i suoi amici trovano il Team Rocket, il gruppo decide di mettere da parte il loro astio per scappare in sicurezza, dopo un tentativo di battaglia che quasi sta per far affondare ulteriormente la nave. Dopo aver attraversato la nave, trovano una parte debole dello scafo da cui scappare, usando i Pokémon d'acqua di Ash e Misty il gruppo di Ash riesce a riemergere, mentre il Team Rocket usa il Magikarp di James, ignaro che non sa nuotare. Dopo essere arrivato in superficie su alcuni detriti, il gruppo ritrova ancora una volta il Team Rocket e tutti quanti, dopo una giornata trascorsa in balia delle onde, decidono di mangiare Magikarp, scoprendo che in realtà il Magikarp non possiede carne. In preda alla rabbia, James calcia Magikarp dalla zattera e questo si evolve in Gyarados che, assieme ad altri Gyarados, danno vita all'ira dei draghi, un attacco estremo dei Gyarados in grado di formare un grandissimo vortice d'acqua. La zattera dell'intero gruppo viene impattata dal vortice e il gruppo naufraga in mare. |                   |                    |
| 17 | L'isola dei Pokémon giganti / L'isola dei Pokémon Giganti 「きょだいポケモンのしま!?」 - Kyodai Pokémon no shima!? – "Island of the Giant Pokémon" | 22 luglio 1997    | 28 gennaio 2000    |
| 17 | Dopo essere stati colpiti dall'attacco ira dei draghi da parte del Gyarados appena evoluto di James mentre erano in mare, gli umani vengono separati dai loro Pokémon su un'isola abitata da Pokémon giganti. Pikachu, Bulbasaur, Charmander, Squirtle, Meowth, Ekans e Koffing cercano di tornare dai loro allenatori chiedendo informazioni a uno Slowpoke, mentre gli allenatori fuggono dai Pokémon giganti, ignari di essere tutti sbarcati su un'isola di proprietà del Team Rocket che ospita visitatori a cui fare ammirare il parco a tema abitato da giganteschi Pokémon robotici. Ash e il suo gruppo, una volta recuperati i Pokémon, arrivano nella città costiera di Porta Vista. Nel frattempo lo Slowpoke si evolve in uno Slowbro. |                   |                    |
| 18 | Vacanze ad Acapulco 「アオプルコのきゅうじつ」 - Aopulco no kyūjitsu – "Beauty and the Beach" | 29 luglio 1997    | inedito            |
| 18 | Ash e i suoi amici sono finalmente arrivati a Porta Vista, una cittadina turistica sulla spiaggia. Dopo aver distrutto la nave del vecchio Moe, devono aiutarlo negli affari iniziando a lavorare così nel suo ristorante. Il ristorante continua sempre di più ad attirare la clientela, sottraendola così a quella del ristorante di Obaba, presso cui lavora invece il Team Rocket. Non appena la clientela comincia nuovamente a venire meno a causa di alcuni sabotaggi del Team Rocket, Misty decide di partecipare a un concorso di bellezza per poter ripagare l'anziano con l'eventuale vincita, ma successivamente scopre che sta gareggiando contro Jessie e James. Il Team Rocket prova per l'ennesima volta a contrastare Ash ma viene cacciato via. |                   |                    |
| 19 | Le creature marine / Tentacool e Tentacruel 「メノクラゲドククラゲ」 - Menokurage Dokukurage – "Tentacool and Tentacruel" | 5 agosto 1997     | 29 gennaio 2000    |
| 19 | Bloccati a Porta Vista perché hanno perso il battello, Ash e i suoi amici si siedono ad aspettare la nave successiva e assistono a una grande esplosione, scoprendo poi che un gruppo di Tentacool, guidati da un gigantesco Tentacruel, sta attaccando la città poiché i lavori per un hotel di lusso stanno distruggendo la loro barriera corallina. Misty riesce a placare il gruppo e cattura un Horsea che veniva molestato dal Tentacruel. |                   |                    |
| 20 | Il fantasma della scogliera / Il fantasma del promontorio 「ゆうれいポケモンとなつまつり」 - Yūrei Pokémon to Natsumatsuri – "The Ghost of Maiden's Peak" | 12 agosto 1997    | 31 gennaio 2000    |
| 20 | Ash e i suoi amici arrivano nella città portuale di "Promontorio della Fanciulla" per partecipare al Festival di fine estate. Brock e James si innamorano entrambi di una bellissima ragazza in riva al mare che scompare. Ash, Misty e il Team Rocket scoprono che lei è il fantasma di una fanciulla che aspettava il ritorno del suo amante da un'antica guerra e alla fine si trasformò in pietra. Mentre un'anziana cerca di proteggere Brock e James con alcuni talismani acquistati, la fanciulla si rivela essere la stessa anziana, che a sua volta si rivela essere Gastly, un Pokémon fantasma. Ash cerca di combattere Gastly per liberare James e Brock dal suo incantesimo ma fallisce, finché il sole non sorge e Gastly è costretto a scomparire. Viene rivelato che il fantasma della fanciulla esiste realmente ed è un amico di Gastly e sta ancora aspettando il ritorno di colui che ama. |                   |                    |
| 21 | Una nuova vita / Addio, Butterfree 「バイバイバタフリー」 - Bye bye Butterfree – "Bye-Bye Butterfree" | 19 agosto 1997    | 1º febbraio 2000   |
| 21 | Mentre Ash, Brock e Misty proseguono con il loro viaggio, notano uno stormo di Butterfree sull'oceano. Brock informa Ash che è la stagione degli amori per tutti i Butterfree. Ash decide di rilasciare il suo Butterfree in modo che possa accoppiarsi. Tuttavia, il Team Rocket ha intenzione di rubarli tutti. Il Butterfree di Ash salva coraggiosamente tutti i Butterfree, inclusa la sua compagna, e alla fine Ash lo libera. |                   |                    |
| 22 | Sabrina / Abra e i poteri psichici 「ケーシィ！ちょうのうりょくたいけつ！」 - Casey! Chōnōryoku taiketsu! – "Abra and the Psychic Showdown" | 26 agosto 1997    | 2 febbraio 2000    |
| 22 | Ash e i suoi amici arrivano finalmente a Saffron City, ma uno strano uomo lo avverte di non entrare nella Palestra. Ash entra comunque e scopre una strana struttura di addestramento per persone dotate di poteri psichici. Ash sfida e perde contro Sabrina, l'impassibile capopalestra di Saffron City, e il suo Abra, che si evolve in Kadabra. Ash e i suoi amici vengono teletrasportati in un diorama e costretti a giocare con una ragazzina pericolosa che affianca Sabrina. Il gruppo viene salvato dallo strano uomo che, dopo aver fallito nel convincere Ash a rinunciare a sconfiggere Sabrina, gli dà un consiglio: potrebbe riuscire a sconfiggere la leader con un Pokémon Fantasma di Lavender Town. |                   |                    |
| 23 | La torre della paura / La torre del terrore 「ポケモンタワーでゲットだぜ！」 - Pokémon Tower de get da ze! – "The Tower of Terror" | 2 settembre 1997  | 3 febbraio 2000    |
| 23 | Il Team Rocket incontra i Pokémon Spettro in una torre infestata mentre prepara una trappola per Ash e i suoi amici e finisce per scappare spaventato. Ash e Pikachu entrano da soli poiché gli amici di Ash hanno paura di entrare. All'interno, Ash e Pikachu sono vittime degli scherzi di Gastly, Haunter e Gengar in cerca di compagni di gioco. Dopo essere stato schiacciato sotto un lampadario che cade, Haunter trasforma Ash e Pikachu in fantasmi. Poco dopo Ash chiede loro di rimandarlo indietro dopo aver visto Misty e Brock piangere sul suo corpo senza vita. Ash e Pikachu vengono riportati in vita e Haunter decide di seguire Ash come suo nuovo Pokémon. |                   |                    |
| 24 | Haunter contro Kadabra 「ゴーストVSエスパー！」 - Ghost VS Esper! – "Haunter Versus Kadabra" | 9 settembre 1997  | 4 febbraio 2000    |
| 24 | Ash ed i suoi amici tornano a Saffron City pronti a riprovare a conquistare la Medaglia nella Palestra di Sabrina. Ash chiede aiuto a Haunter per sconfiggere Sabrina, ma Haunter scompare durante la lotta perché non ama combattere. Brock e Misty vengono trasformati in bambole e Ash viene salvato appena in tempo dall'uomo misterioso. L'uomo (che in realtà è il padre di Sabrina, anche se Ash non riesce a riconoscere la sua identità) rivela che Sabrina ha due personalità create durante la sua infanzia: una dell'allenatore freddo e insensibile, l'altra della ragazzina repressa che desidera amici. L'unico modo per sconfiggere Sabrina è farla sorridere di nuovo. Durante l'incontro successivo, Haunter appare all'improvviso di fronte a Sabrina mentre Kadabra e Pikachu stanno combattendo. Sabrina e il suo Kadabra diventano incapaci di combattere dopo essere stati fatti scoppiare a ridere da Haunter, unendo di nuovo le personalità di Sabrina e attribuendo ad Ash la vittoria. Haunter sceglie di restare con Sabrina, che ora è diventata una persona di buon carattere, e la sua famiglia è stata riunita. |                   |                    |
| 25 | Una nuova conquista / L'ira di Primeape 「おこらないでねオコリザル！」 - Okoranai de ne Okorizaru! – "Primeape Goes Bananas" | 16 settembre 1997 | 5 febbraio 2000    |
| 25 | Mentre Ash è in viaggio verso Celadon City, incontra un curioso Mankey. Dopo averlo fatto arrabbiare mentre mangiava, il Mankey insegue Ash e gli ruba il cappello. Ash cerca di recuperarlo ma viene brutalmente fermato dal potere del Pokémon di tipo lotta. Il Team Rocket arriva per prendere Pikachu e quando Mankey passa accanto a James e questi lo calcia via, nella sua rabbia si evolve in Primeape. Ash decide di catturare Primeape invece di scappare e riesce nell'intento. Ash evoca Primeape per mettere in fuga il Team Rocket e il gruppo di Ash raggiunge Celadon City. |                   |                    |
| 26 | La città dei profumi / Attenti ai profumi! 「エリカとクサイハナ」 - Erika to Kusaihana – "Pokémon Scent-sation" | 23 settembre 1997 | 7 febbraio 2000    |
| 26 | Quando Ash raggiunge la Palestra di Celadon City viene letteralmente cacciato per aver in precedenza insultato direttamente il profumo di una vicina profumeria di proprietà della capopalestra Erika, quindi con l'aiuto del Team Rocket (che ha complottato per rubarne il profumo speciale), Ash si intrufola nella Palestra travestito da ragazza. In palestra, la sua copertura viene fatta saltare da Misty, Brock e Pikachu, ma Erika gli concede una battaglia poiché non le è permesso rifiutare. Il Team Rocket interrompe la battaglia e dà fuoco alla palestra prima di scappare con il profumo. Dopo aver spento l'incendio e salvato il Gloom di Erika, ad Ash viene presentata la Medaglia Arcobaleno ed Erika rivela che il profumo rubato era falso. |                   |                    |
| 27 | Un mistero da svelare / Un pisolino ipnotizzante 「スリーパーとポケモンがえり!?」 - Sleeper to Pokémongaeri!? – "Hypno's Naptime" | 30 settembre 1997 | 8 febbraio 2000    |
| 27 | Ash e i suoi amici arrivano nella metropoli di HopHopHop, dove molti bambini stanno scomparendo. Scoprono che il responsabile è un Hypno, un Pokémon ipnotico, nonché evoluzione di Drowzee. I membri del club degli amanti dei Pokémon li utilizzano per alleviare la loro insonnia facendosi addormentare da Hypno. Tuttavia, c'è un effetto collaterale, che fa credere ai bambini di essere Pokémon diversi e scappano nel parco della città. Ash impedisce al Team Rocket di rubare Hypno e usa Drowzee per riportare tutti i bambini e i Pokémon alla normalità. Uno Psyduck del centro Pokémon segue Misty in giro e, dopo aver lasciato cadere una Poké Ball, Psyduck la attiva e cattura se stesso, con grande sgomento di Misty. |                   |                    |
| 28 | Il salone di bellezza / La moda dei Pokémon 「ロコン！ブリーダーたいけつ！」 - Rokon! Breeder taiketsu! – "Pokémon Fashion Flash" | 7 ottobre 1997    | 9 febbraio 2000    |
| 28 | Il Team Rocket pianifica un piano per rubare molti Pokémon aprendo un negozio di toelettatura. Ash e i suoi amici incontrano Susie, una famosa allevatrice di Pokémon, accompagnata dal suo Vulpix. Ash, Brock, Misty e Susie cacciano il Team Rocket facendo così capire alla gente che è più importante l'aspetto interiore dei Pokémon piuttosto che il loro aspetto esteriore. Alla fine Susie affida a Brock il suo Vulpix. |                   |                    |
| 29 | Il torneo / Il Pokémon lottatore 「かくとうポケモン！だいバトル！」 - Kakutō Pokémon! Dai battle! – "The Punchy Pokémon" | 14 ottobre 1997   | 10 febbraio 2000   |
| 29 | Dopo aver incontrato Rebecca, una ragazza il cui padre, Anthony, è più preoccupato di allenare il suo Pokémon combattente Hitmonchan invece che dedicare del tempo alla famiglia, Ash e Brock partecipano a un torneo riservato ai Pokémon combattenti, schierando rispettivamente Primeape e Geodude, al fine di sconfiggere l'Hitmonchan di Anthony in modo che egli torni a preoccuparsi della figlia Rebecca. Il Team Rocket entra e ricorre all'imbroglio, rubando l'Hitmonlee di un altro uomo, per vincere. Dopo aver appreso quanto sua figlia significhi per lui e aver perso, Anthony promette di addestrare il Primeape di Ash, il vincitore del torneo, per renderlo più forte, quindi Ash glielo regala. |                   |                    |
| 30 | Un'amica magnetica / Il raffreddore di Pikachu 「コイルはでんきネズミのユメをみるか!?」 - Coil wa denki nezumi no yume wo miru ka!? – "Sparks Fly for Magnemite" | 21 ottobre 1997   | 11 febbraio 2000   |
| 30 | Il gruppo arriva a Gringey City, città industriale dove tutto è buio, cupo e inquinato. Un Magnemite segue Pikachu ovunque da quando si è ammalato. La corrente in città è saltata e se non verrà presto riattivata molti Pokémon ricoverati al centro Pokémon moriranno. A causare la mancanza di elettricità in città sono dei Grimer e Muk, che bloccano una turbina in una centrale elettrica locale. Alcuni Magneton, forma evolutiva di Magnemite, riescono a cacciare i Grimer e Muk, liberando così la turbina. Ash cattura Muk e Pikachu guarisce dal suo raffreddore. Il Team Rocket prova a rubare Pikachu ma viene cacciato dai Magneton. |                   |                    |
| 31 | La diga / Fermate i Diglett! 「ディグダがいっぱい！」 - Digda ga ippai! – "Dig Those Diglett" | 28 ottobre 1997   | 12 febbraio 2000   |
| 31 | Ash si ritrova in un gruppo di Allenatori di Pokémon assunti per proteggere il cantiere della diga di Gaiva dalle interferenze del Pokémon di terra Diglett. Tutti gli allenatori provano a evocare i loro Pokémon per scacciare i Diglett ma nessuno di loro esce dalla sua Poké Ball. La costruzione viene chiusa dopo che viene rivelato che i Diglett e i Dugtrio stanno cercando di proteggere il loro habitat, motivo per il quale i Pokémon degli allenatori non abbandonavano le proprie Poké Ball per scagliarsi contro i Diglett. Nel frattempo, lamentandosi della loro mancanza di esperienza in battaglia, l'Ekans di Jessie e il Koffing di James si evolvono rispettivamente in Arbok e Weezing, ma nonostante ciò vengono sconfitti nuovamente. |                   |                    |
| 32 | La villa dei ninja / Un covo di ninja 「セキチクにんじゃたいけつ！」 - Sekichiku ninja taiketsu! – "The Ninja Poké-Showdown" | 4 novembre 1997   | 14 febbraio 2000   |
| 32 | Nei pressi di Fuchsia, perdutisi nuovamente in una foresta, Ash, Misty e Brock si addentrano in un’antica e nobile magione piena di trabocchetti. A dare loro il benvenuto è Aya, allenatrice ninja con il suo Venonat. Ash sconfigge la ragazza, che viene redarguita dal fratello maggiore, ovvero il capopalestra Koga. La villa è infatti la palestra di Fuchsia City. La lotta tra Koga e Ash è interrotta dall’entrata kabuki del Team Rocket, che viene cacciato da Psyduck, rivelatosi possessore di incredibili poteri psichici. Successivamente nel prosieguo della lotta in palestra, il Charmander di Ash batte il Golbat di Koga e il ragazzo ottiene la Medaglia Anima. |                   |                    |
| 33 | La gara / Il Pokémon fiamma 「ほのおのポケモンだいレース！」 - Honoo no Pokémon dai race! – "The Flame Pokémon-athon" | 11 novembre 1997  | 15 febbraio 2000   |
| 33 | Ash tenta di catturare dei Pokémon in una radura, ma scopre che si tratta del ranch Grande P dei Laramie, dove i Pokémon crescono allo stato brado. A informarli di ciò è Lara Laramie che, con il suo Ponyta, li invita alla grande corsa annuale di Pokémon che si svolge al ranch. I ragazzi fanno anche la conoscenza di Dario e del suo Dodrio, rivale di Lara che ha assoldato il Team Rocket per poter vincere la gara con l’imbroglio. Il trio causa l’infortunio di Lara, che è costretta a ritirarsi e chiede ad Ash di partecipare al suo posto con Ponyta. Durante la corsa, nonostante l’intervento del Team Rocket, Ash vince grazie all’evoluzione di Ponyta in Rapidash. Lara consiglia ai ragazzi di visitare la Zona Safari. |                   |                    |
| 34 | Il bambino della giungla / Il piccolo Kangaskhan 「ガルーラのこもりうた」 - Garura no komoriuta – "The Kangaskhan Kid" | 18 novembre 1997  | 16 febbraio 2000   |
| 34 | Il ranger Jenny arresta Ash poiché il ragazzo, credendo di essere già arrivato nella Zona Safari, ha tentato di catturare dei Pokémon, ignaro di trovarsi in una riserva protetta. Avvisato della presenza di bracconieri di Kangaskhan (cioè il Team Rocket), il gruppo assiste alla loro cacciata da parte di un bambino selvaggio che comanda questi Pokémon. Tommy è infatti il figlio di una coppia che lo cerca ormai da cinque anni, arrivata alla riserva con lo scopo di riportarlo a casa. Alla fine saranno i genitori a rimanere alla riserva insieme al loro bambino per proteggere i Kangaskhan. |                   |                    |
| 35 | La leggenda di Dratini 「ミニリュウのでんせつ」 - Miniryū no densetsu | 25 novembre 1997  | inedito            |
| 35 | Ash, Misty e Brock giungono nei pressi della Zona Safari dove incontrano il guardiano dell'area. Scoprono quindi da una fotografia, che anni prima il custode ha incontrato un Dratini, un Pokémon molto raro. I membri del Team Rocket assistono alla scena dal tetto dell'abitazione e decidono di catturare il Pokémon. Ash e compagni vengono sfidati allora dal Trio ad una gara a chi cattura il maggior numero di Pokémon e, mentre i ragazzi sono impegnati nella sfida, Jessie, James e Meowth interrogano il guardiano e si fanno rivelare la posizione di Dratini. Ash cattura un branco di Tauros prima di scoprire dal guardiano il piano del Team Rocket. Si recano quindi al lago, dove il Trio ha trovato Dratini e intende usare una bomba elettrica per stordire tutti i Pokémon acquatici e far uscire Dratini allo scoperto. Ash recupera l'ordigno e viene aiutato a riemergere da Dragonair, l'evoluzione del Dratini che il guardiano aveva salvato quando era giovane; l'allenatore sconfigge quindi il Team Rocket scagliandogli contro la bomba. Successivamente Ash racconta tutta la vicenda al Professor Oak e gli invia i Tauros catturati. |                   |                    |
| 36 | Avventura su due ruote / Una biciclettata sul ponte 「あらしのサイクリングロード」 - Arashi no cycling road – "The Bridge Bike Gang" | 2 dicembre 1997   | 17 febbraio 2000   |
| 36 | Ash, Misty e Brock vogliono percorrere la pista ciclabile del nuovo, lunghissimo ponte che porta a Sunny Town, ma non possono permettersi alcuna bicicletta. Il caso vuole che l’infermiera Joy abbia per loro il compito di portare una medicina a uno Shellder di Sunny Town e presta loro le biciclette per attraversare il ponte. Durante il tragitto i ragazzi sono interrotti da una banda di teppisti ciclisti guidati da Chopper e Tyra, che sfidano Ash e Misty rispettivamente con Golem e Cloyster. Viene rivelato che anche Jessie e James un tempo facevano parte di questa gang. Grazie all’intervento dell’agente Jenny gli allenatori riescono a proseguire nonostante un violento temporale e alla fine la gang, visto il loro coraggio, li accompagna a Sunny Town, dove il Pokémon viene guarito. |                   |                    |
| 37 | Un Pokémon dopo l'altro / La misteriosa casa di Ditto 「メタモンとものまねむすめ」 - Metamon to monomane musume – "Ditto's Mysterious Mansion" | 9 dicembre 1997   | 18 febbraio 2000   |
| 37 | Sorpresi dalla pioggia durante il viaggio, Ash e i suoi amici si riparano in uno sperduto edificio che in realtà è un teatro dal nome di Imite House dove viva Duplica, allenatrice di un Ditto e aspirante imitatrice. Con grande dispiacere della ragazza, Ditto non riesce a trasformarsi completamente, ma il Team Rocket rapisce il Pokémon e fa sì che, sotto pressione e minacce, riesca finalmente a trasformarsi perfettamente in ogni cosa. Duplica, entusiasta, ringrazia il trio, che però non si dà per vinto e viene scacciato ancora una volta. |                   |                    |
| 38 | Soldato elettrico Porygon 「でんのうせんしポリゴン」 - Dennō senshi Porygon | 16 dicembre 1997  | inedito            |
| 38 | Ash, Misty e Brock, giunti presso un Centro Pokémon, vengono a conoscenza di un problema nel sistema di trasferimento dei Pokémon. Nell'edificio è presente il Professor Akihabara che spiega ai ragazzi che il Team Rocket ha rapito un prototipo di Porygon, un Pokémon in grado di vivere nel cyberspazio, allo scopo di rubare le Poké Ball degli allenatori. Akihabara convince il gruppo ad entrare all'interno del sistema, utilizzando un secondo esemplare di Porygon allo scopo di bloccare i ladri. Tuttavia l'infermiera Joy, cercando di aiutarli, inserisce nel computer un antivirus che prende di mira sia i membri del Team Rocket che i ragazzi. Pikachu attacca i missili lanciati dal sistema di sicurezza utilizzando la mossa Tuonoshock dando il tempo ai Porygon di uscire dal computer attraverso un portale. I missili tuttavia colpiscono il portale, causando la distruzione della casa del Professor Akihabara. Tornati al Centro Pokémon i ragazzi e Joy verificano che il sistema di trasferimento ha ripreso a funzionare. |                   |                    |
| 39 | Addio Pikachu! / L'addio di Pikachu 「ピカチュウのもり」 - Pikachu no mori – "Pikachu's Good-Bye" | 16 aprile 1998    | 19 febbraio 2000   |
| 39 | Mentre Ash, Misty e Brock riposano presso un ruscello di montagna, Pikachu entra in contatto con una colonia di altri Pikachu selvatici, i quali vengono subito presi di mira dal Team Rocket. Ash, osservando quanto Pikachu paia felice di stare con i suoi simili, è tormentato dalla decisione di doverlo, forse, liberare. Il Team Rocket tenta di catturare tutti i Pikachu, che tuttavia grazie al lavoro di squadra riescono a liberarsi dalla rete nella quale sono stati catturati. Alla fine Ash, tra le lacrime, decide di liberare Pikachu, ma questo all’alba di ripresenta da lui, avendo salutato i suoi amici, per continuare il viaggio insieme al suo allenatore. |                   |                    |
| 40 | L'importante non è vincere / I fratelli Eevee 「イーブイ４きょうだい」 - Eievui 4 kyōdai – "The Battling Eevee Brothers" | 16 aprile 1998    | 21 febbraio 2000   |
| 40 | Ash e i suoi amici trovano un Eevee apparentemente abbandonato nel bosco, ma con una medaglietta che ne indica la provenienza. Lo conducono così a Stone Town, città nota per le pietre evolutive e ubicato alle pendici della Montagna dell’Evoluzione, dove fanno la conoscenza del suo allenatore Mikey e dei fratelli maggiori Rainer, Sparky e Pyro, possessori rispettivamente di Vaporeon, Jolteon e Flareon. I fratelli hanno indetto una festa dove altri allenatori evolvono i loro Pokémon con le pietre e incalzano Mikey a fare evolvere Eevee, cosa che però egli non ha intenzione di fare e motivo per il quale lo aveva nascosto. Il Team Rocket riesce a sottrarre tutti i Pokémon e le pietre al gruppo di allenatori, che riescono però a individuare il trio grazie alla scia di inchiostro lasciata da Horsea. Jessie e James sconfiggono i tre fratelli maggiori, ma Mikey e Eevee salvano la situazione. Il bambino annuncia ai fratelli che non farà evolvere Eevee e loro lo accettano. |                   |                    |
| 41 | Il Pokémon addormentato / Svegliati Snorlax! 「おきろ！カビゴン！」 - Okiro! Kabigon! – "Wake up! Snorlax!" | 23 aprile 1998    | 22 febbraio 2000   |
| 41 | Sulla strada Ash, Misty e Brock incontrano un anziano hippy che chiede loro del cibo dopo aver suonato un misterioso flauto. Arrivati alla città più vicina notano che non è rimasto nulla da mangiare. Il sindaco spiega loro che il fiume in secca impedisce alla comunità di coltivare e produrre del cibo, così i ragazzi si recano alla sorgente per capire quale sia il problema. Uno Snorlax giace infatti sulla fonte e non accenna a svegliarsi. Il gruppo lavora insieme al Team Rocket per tentare di svegliare il Pokémon, ma nulla sembra funzionare, fino a che Ash non trova un avviso che dice di utilizzare un Poké Flauto, guarda caso proprio lo strumento suonato dal vecchio santone. L’uomo è l’allenatore di Snorlax e lo sveglia solamente una volta al mese per mangiare. Una volta alzatosi, Snorlax e la sua ingordigia di rovi permettono al fiume di tornare a scorrere. |                   |                    |
| 42 | Rivalità / La sfida a Tenebropoli 「たいけつ！ポケモンジム！」 - Taiketsu! Pokémon Gym! – "Showdown at Dark City" | 30 aprile 1998    | 23 febbraio 2000   |
| 42 | Giunti a Dark City, città decadente e malandata, Ash, Misty e Brock si trovano invischiati in una lotta senza quartiere tra due gang rivali che cercano di annientarsi l’un l’altra per diventare la palestra ufficiale della città. Il Pokémon di punta della palestra Yas è Scyther, mentre quello della palestra Kap è Electabuzz. Sotto copertura, i ragazzi scoprono che l’obiettivo dei due clan è solamente ottenere soldi e potere e decidono con l’aiuto della cittadinanza di dar loro una bella lezione. A supervisionare lo scontro finale tra i due gruppi è l’ispettore della Lega, ovvero l’infermiera Joy, che impone ai due leader rivali di fare pace e fronte comune. Ash infine spiega loro il vero significato delle lotte Pokémon. |                   |                    |
| 43 | Il mago Melvin / Lo spettacolo di magia dei Pokémon 「ナッシーぐんだんだいこうしん！」 - Nassy-gundan daikōshin! – "The March of the Exeggutor Squad" | 7 maggio 1998     | 24 febbraio 2000   |
| 43 | Ad una fiera ambulante Misty si imbatte nel mago fallito Melvin, che le chiede di fargli da assistente in un suo spettacolo. Lo show è un vero disastro e Ash si offre si aiutare il mago, il cui Exeggcute però lo ipnotizza. Melvin si approfitta dello stato di Ash affinché questo combatta per lui contro una serie di Exeggutor che il mago poi cattura, nella speranza di ipnotizzare tutti i presenti alla fiera. A finire sotto l’effetto dell’ipnosi sono però i membri del Team Rocket e soprattutto gli stessi Exeggutor, avendo utilizzato la mossa l’uno sull’altro per errore. Con l’obiettivo di fermare l’ondata di Pokémon che si riversa in città il dirigente della fiera piazza una bomba, così Charmander e lo stesso Melvin con attacchi di fuoco fanno rinsavire gli Exeggutor ed evitano il peggio. Charmander si evolve in fine in Charmeleon. |                   |                    |
| 44 | Un Pokémon pauroso / Il problema di Paras 「パラスとパラセクト」 - Paras to Parasect – "The Problem with Paras" | 14 maggio 1998    | 25 febbraio 2000   |
| 44 | Meowth ha la febbre e viene guarito da Cassandra, erborista del villaggio di Mossgreen di cui il Pokémon si innamora perdutamente. La ragazza fa la conoscenza anche di Ash e gli chiede di far lottare il proprio Paras al fine di farlo evolvere in Parasect, poiché ha bisogno del suo fungo per produrre una miracolosa medicina. Paras però è molto insicuro e l’unico modo per fargli acquisire esperienza è quello di inscenare finte lotte dall’esito truccato in favore del piccolo Pokémon. Charmeleon inizia a disobbedire ad Ash e attacca duramente Paras così da farlo scappare tra le mani del Team Rocket, che decide di aiutarlo sperando di diventare ricco grazie alla pozione di Cassandra. Paras alla fine diventa sicuro di sé e, per coincidenza, riesce persino a battere Charmaleon ed evolversi finalmente in Parasect. |                   |                    |
| 45 | Sulle ali di una canzone / La canzone di Jigglypuff 「うたって！プリン！」 - Uttate! Purin! – "The Song of Jigglypuff" | 21 maggio 1998    | 26 febbraio 2000   |
| 45 | A Neon Town, città che non dorme mai, le persone sono sempre nervose a causa della mancanza di sonno. Nei boschi circostanti Ash, Misty e Brock trovano un Jigglypuff senza voce, triste perché non riesce a cantare. Dopo aver curato le corde vocali del Pokémon, il gruppo di amici si trova continuamente vittima della soporifera mossa Canto di Jigglypuff, che diventa sempre più frustrato perché nessuno riesce a restare sveglio durante le sue performance. Si decide allora di far esibire Jigglypuff a Neon Town, dove sicuramente le persone sempre sveglie sapranno apprezzarlo, ma anche in questo caso tutti si addormentano. Al loro risveglio però le persone sono più rilassate e Jigglypuff inizia a seguire gli allenatori nel loro viaggio. |                   |                    |
| 46 | Avventure preistoriche / L'attacco del Pokémon della Preistoria 「ふっかつ!? かせきポケモン！」 - Fukkatsu!? Kaseki Pokémon! – "Attack of the Prehistoric Pokémon" | 28 maggio 1998    | 28 febbraio 2000   |
| 46 | In un canyon è partita la corsa ai fossili Pokémon da parte di molti allenatori tra cui anche Gary. Il Team Rocket, grazie all’inaspettato intervento di Pikachu, riesce a far saltare in aria il luogo creando un crepaccio nel quale il trio cade insieme ad Ash. Nel sottosuolo il fragore ha risvegliato un gruppo di Pokémon preistorici, tra cui un Aerodactyl che cattura Ash tra i suoi artigli e fugge in superficie. Charmeleon si evolve in Charizard per poter rivaleggiare con Aerodactyl, ma salva ugualmente Ash quando ormai tutti stanno per addormentarsi a causa di Jigglypuff. Risvegliatosi, Ash trova un uovo di Pokémon. |                   |                    |
| 47 | Una mela di troppo / Operazione Chansey 「ラッキーのカルテ」 - Lucky no karte – "A Chansey Operation" | 4 giugno 1998     | 29 febbraio 2000   |
| 47 | In un parco cittadino, mentre Ash è distratto, Pikachu ingoia una mela intera. Preoccupati per il suo stato di salute precario, in mancanza di centri medici per Pokémon nei paraggi, i suoi amici lo portano in un ospedale per umani, dove il dottor Proctor riesce a salvarlo. L’ospedale riceve una chiamata da parte dell’infermiera Joy che implora la struttura di ricevere molti Pokémon feriti in seguito ad un incidente stradale nel quale è implicato il Team Rocket. Nonostante i metodi poco ortodossi di Proctor e grazie all’aiuto di tutti i protagonisti (Team Rocket incluso), i Pokémon vengono tutti curati con successo. |                   |                    |
| 48 | Matrimonio in vista / Il matrimonio 「ガーディとコジロウ」 - Gardie to Kojiro – "Holy Matrimony!" | 11 giugno 1998    | 1º marzo 2000      |
| 48 | Ash riconosce James in un volantino per strada e insieme ai suoi amici viene condotto da un maggiordomo in una lussuosa reggia dove viene loro detto che i genitori del criminale sono morti e gli lasciano in eredità il loro patrimonio a patto che si sposi. A udire ciò sono anche gli stessi membri del Team Rocket, James incluso, che però non ne vuole sentire ragione. Jessie e Meowth lo obbligano ad accettare allorché viene rivelato che si trattava solamente di una trappola da parte dei suoi genitori per condurlo definitivamente alle nozze con Jessebelle, pazza e maniacale allenatrice di un Vileplume. A salvare James è il suo adorato Growlithe, che però rimarrà alla reggia per proteggerne i famigliari così da permettere al ragazzo di continuare la sua vita libera con i suoi compagni del Team Rocket. |                   |                    |
| 49 | Una bella lezione / Farfetch'd il ladro 「カモネギのカモ」 - Kamonegi no kamo – "So Near, Yet So Farfetch'd" | 18 giugno 1998    | 2 marzo 2000       |
| 49 | In una zona boschiva gira voce che sia stato avvistato un Farfetch'd, Pokémon molto raro. Mentre Ash e Brock sono a rifornirsi d’acqua, Misty incontra proprio il suddetto che la attira nella boscaglia dove si scontra con un ragazzo, Keith, che le ruba tutti i suoi Pokémon. Si tratta infatti di un ladro che in combutta con il suo Farfetch’d commette furti ai danni di allenatori ingenui. Anche il Team Rocket finisce vittima degli intrighi di Keith, il quale però alla fine viene trovato dall’agente Jenny e dal gruppo di ragazzi grazie alla fuga di Psyduck. Keith si dà al crimine perché crede che Farfetch’d non sappia combattere e allora viene sfidato da Ash, che però perde, ma a sistemarlo è proprio Psyduck con il suo attacco Confusione. Keith promette di cambiare vita ora che ha scoperto le potenzialità del proprio Pokémon. |                   |                    |
| 50 | L'Uovo della discordia / Chi si tiene Togepi? 「トゲピーはだれのもの!?」 - Togepi wa dare no mono!? – "Who Gets to Keep Togepi?" | 25 giugno 1998    | 3 marzo 2000       |
| 50 | Dopo aver fatto aggiornare il suo Pokedex dal Professor Oak e deciso di dirigersi alla palestra di Cinnabar Island, Ash discute con Misty e Brock su che tipo di Pokémon possa nascere dall’uovo che ha trovato al Canyon del Nonno. Il Team Rocket, origliandoli, decide di prelevare per sé l’uovo con uno dei suoi stratagemmi e scappa in una capanna nel bosco, dove Meowth decide di accudire e covare l’uovo affinché si schiuda. Gli allenatori seguono una scia di uova che il Team aveva usata per confonderli fino a trovare il loro nascondiglio, dove ne scaturisce una lotta per il possesso dell’uovo dal quale alla fine nasce Togepi. Senza vincitori, si decide quindi di indire un torneo per scegliere chi dovrà allenare il Pokémon e a vincerlo è Ash. Ciononostante Togepi sceglie di stare con Misty, essendo la prima persona che ha visto credendola sua madre. |                   |                    |
| 51 | Il giardino dei misteri / Il misterioso giardino di Bulbasaur 「フシギダネのふしぎのはなぞの」 - Fushigidane no fushigi no hanazono – "Bulbasaur's Mysterious Garden" | 2 luglio 1998     | 4 marzo 2000       |
| 51 | Dopo una lotta Pokémon, Bulbasaur accusa uno strano, preoccupante stato di salute per cui viene portato al centro medico per Pokémon, dove l’infermiera Joy dice ai ragazzi che semplicemente Bulbasaur si sta preparando all’evoluzione e che questa avviene in un leggendario luogo chiamato “giardino dei misteri”, mai visto dall’uomo; nessuno sa, però, che il Pokémon non vuole evolversi e sta tentando di bloccare il processo. Di notte Bulbasaur si reca al giardino, dove un Venusaur assiste alla cerimonia di evoluzione di molti Bulbasaur in Ivysaur, ma la sua fermezza fa arrabbiare Venusaur, che tenta di colpirlo. Quando il Team Rocket tenta di rapire gli Ivysaur e Bulbasaur li salva grazie al suo Solarraggio, Venusaur accetta la sua decisione e il gruppo dice addio al giardino. |                   |                    |
| 52 | Una festa principesca 「げきとう！ポケモンひなまつり」 - Gekitō! Pokémon Hinamatsuri – "Princess Versus Princess" | 9 luglio 1998     | 3 settembre 2000   |
| 52 | È il giorno della Festa della Principessa, ricorrenza che celebra le donne con una serie di sconti e saldi ma soprattutto con un torneo di lotte Pokémon la cui vincitrice, Miss Principessa, si aggiudicherà una collezione di bambole Pokémon. A partecipare al torneo sono sia Misty che Jessie, la quale poco prima ha catturato un Lickitung che le ha divorato i regali comprati per Giovanni. Le due si ritrovano l’una contro l’altra in finale; Misty è inizialmente in vantaggio con l’aiuto di Pikachu, ma Jessie sfodera il suo asso nella manica, cioè proprio Lickitung, che verrà fermato solo da Psyduck. Misty vince la collezione di bambole e le spedisce a Cerulean City. |                   |                    |
| 53 | Imprevedibile eroe alla riscossa 「こどものひだよ！ぜんいんしゅうごう！」 - Kodomo no Hi da yo zenin shūgō – "The Purr-fect Hero" | 9 luglio 1998     | 3 settembre 2000   |
| 53 | Nel giorno della Festa dei bambini Ash, Misty e Brock capitano per caso in un asilo dove degli altri allenatori di Pokémon hanno dato buca per far giocare i bambini. Viene deciso che saranno loro a intrattenere i piccoli, ma non sono i soli: anche il Team Rocket decide di presentarsi, ma travestito per un numero di magia atto alla cattura di Pikachu. Un bambino, Timmy, desidera vedere un Meowth, Pokémon che tempo addietro lo salvò dall’attacco di un Beedrill e per una serie di coincidenze pensa che il Meowth del Team Rocket sia proprio quel Meowth selvatico. Jessie, James e il felino stanno al gioco per la felicità di Timmy, ma quando Meowth viene scoperto compare il vero Meowth per salvare ancora una volta il bambino, questa volta da un masso gigante. Con gioia di Timmy, il Pokémon resta con lui all’asilo. |                   |                    |
| 54 | Scuola di Polizia / Lo strano caso dell'Unità K-9 「けいさつけんガーディ」 - Keisatsuken Gardie! – "The Case of the K-9 Caper" | 16 luglio 1998    | 6 marzo 2000       |
| 54 | Ash e Pikachu attaccano per sbaglio un agente dell’Unità di Polizia K-9 credendolo un ladro durante una simulazione di un furto. L’agente Jenny offre ai ragazzi un tour al sito dell’addestramento e Ash, entusiasta, le chiede una lezione speciale per lui e Pikachu, ma il risultato è un disastro. Il Team Rocket ha nel frattempo congegnato un piano per trafugare tutti i Growlithe dell’Unità con un gas che modifica le voci dell’agente Jenny così da non permettere ai Pokémon di riconoscerne i comandi. Jessie e James imitando la voce di Jenny inizialmente pensano di farla franca, ma il legame di amicizia tra Growlithe e la poliziotta avrà la meglio. |                   |                    |
| 55 | Il Fotografo / Il paparazzo dei Pokémon 「シャッターチャンスはピカチュウ」 - Shutter chance wa Pikachu – "Pokémon Paparazzi" | 23 luglio 1998    | 7 marzo 2000       |
| 55 | Ash e i suoi amici incontrano Todd Snap, noto fotografo di Pokémon che cerca di fotografare Pikachu di nascosto per evitare che questo si metta in posa (Todd è specializzato in foto di Pokémon nel loro ambiente naturale). Jessie e James, travestiti da anziana coppia, hanno infatti incaricato il ragazzo affinché egli “catturi” Pikachu, male interpretando il significato che il termine aveva su una rivista di Pokémon dove il trio aveva visto il fotografo. Poiché Pikachu è restio a farsi fotografare, il Team Rocket, per aiutare Todd nel suo intento, prepara una trappola ad Ash, il quale quasi precipita da una cascata tra le bombe di James per essere alla fine salvato da Todd, disposto a sacrificare la sua macchina fotografica per l’amico. Todd decide di unirsi temporaneamente al gruppo nel suo viaggio. |                   |                    |
| 56 | L'Esame / Il test finale 「ポケモンけんていしけん!?」 - Pokémon kenteishiken!? – "The Ultimate Test" | 30 luglio 1998    | 8 marzo 2000       |
| 56 | Misty incalza Ash sul fatto che recentemente non ha vinto alcuna medaglia, così Todd consiglia al ragazzo di tentare l’Esame di Ammissione alla Lega di Pokémon, un ulteriore metodo per poter disputare gli incontri dei campionati regionali. La prima prova teorica consiste in un quiz sul mondo Pokémon, mentre la seconda comprende un test di riconoscimento dei Pokémon. Entrambe le prove si dimostrano più insidiose di quanto previsto e Ash, insieme a Jessie e James sotto copertura, risultano i peggiori della classe (Jessie viene espulsa). La terza finale prova pratica consiste invece in una lotta con Pokémon a nolo, ma anche in questo caso l’esame di James è un buco nell’acqua; Ash dal canto suo dimostra molta più dimestichezza sul campo, ma a causa dell’intromissione del Team Rocket che vuole vendicarsi egli non è in grado di concluderla. Ash rifiuta di riprovarci preferendo continuare a viaggiare per vincere medaglie. |                   |                    |
| 57 | L'inganno / Il segreto della Pensione Pokémon 「そだてやのひみつ！」 - Sodateya no himitsu! – "The Breeding Center Secret" | 6 agosto 1998     | 9 marzo 2000       |
| 57 | Ha da poco aperto un esclusivo centro allenamenti per Pokémon che promette incredibili risultati agli allenatori che lasciano i loro Pokémon alle sue cure. Misty, incuriosita, lascia Psyduck al centro per poi poco dopo scoprire che un vicino ristorante offre dessert gratis a chiunque possegga proprio uno Psyduck. Quando Misty e gli altri trovano il centro chiuso e cercano di recuperare il Pokémon entrando da una porta laterale, scoprono che in realtà è tutta una truffa: in realtà i Pokémon sono prigionieri in gabbie per poi essere spediti a Giovanni; i responsabili infatti sono Butch e Cassidy del Team Rocket, nuovi agenti per coprire gli insuccessi di Jessie, James e Meowth, anche loro sgattaiolati all’interno del centro per rubare i Pokémon. Dopo che James scopre che il suo Weepinbell è stato fatto evolvere in Victreebel, il gruppo viene scoperto da Butch e Cassidy che riescono a imprigionare i ragazzi e il trio del Team Rocket e farli passare come colpevoli e incarcerarli. L’agente Jenny scopre la verità e arresta i due veri criminali solo quando le foto che Todd aveva scattato ai Pokémon imprigionati vengono trafugate da Misty, che era riuscita a scappare precedentemente. Jessie, James e Meowth evadono di prigione mentre Todd invece lascia il gruppo. |                   |                    |
| 58 | L'uomo degli indovinelli 「もえろ！グレンジム！」 - Moero! Guren Gym! – "Riddle Me This" | 13 agosto 1998    | 4 settembre 2000   |
| 58 | Sul traghetto per Cinnabar Island Ash incontra di nuovo Gary, in vacanza e già in possesso delle otto medaglie, il quale lo informa che sull’isola non c’è più una palestra di Pokémon da decenni. Una volta sbarcati, Ash, Misty e Brock si accorgono che il luogo è effettivamente preso d’assalto solo da un turismo di massa privo di allenatori. Uno strambo uomo che si esprime a indovinelli narra loro di come Blaine, capopalestra locale, abbia chiuso la palestra infastidito dalla presenza dei turisti e li conduce ai ruderi della stessa; porge poi loro il suo biglietto da visita: egli è il gestore di una locale alla quale i ragazzi devono per forza di cose rivolgersi perché le stanze dell’intera isola sono tutte occupate. L’uomo confida ai ragazzi che Blaine ha costruito una palestra alla quale nessuno ha mai acceduto, che gli allenatori trovano mentre si rilassano nelle terme della locanda. All’interno del vulcano dell’isola c’è un campo lotta dove ad attendere Ash c’è proprio lo strambo uomo che si rivela essere proprio Blaine, contro il quale Ash si trova subito in difficoltà durante la loro lotta Pokémon, che vede scendere in campo l’asso del capopalestra, Magmar. |                   |                    |
| 59 | Sfida vulcanica 「けっせん！グレンジム！」 - Kessen! Guren Gym! – "Volcanic Panic" | 20 agosto 1998    | 5 settembre 2000   |
| 59 | Ash decide di ritirare Pikachu dalla lotta e perde l’incontro. Successivamente il Team Rocket, con l’intenzione di catturare Magmar, colpisce l’interno del vulcano con dei razzi che ghiacciano l’intera area. Lo shock termico rischia di far esplodere il vulcano e distruggere l’intera isola, ma Magmar, Charizard, Onix e Geodude riescono a riempire il crepaccio colmo di lava e ad arginare il pericolo. Blaine accetta allora una nuova sfida da parte di Ash, questa volta da svolgersi sulla cima del vulcano tra Magmar e il suo nuovo rivale Charizard. La lotta si conclude con il Movimento Sismico di Charizard, che permette Ash di vincere la sua settima medaglia, la medaglia Vulcano. Il ragazzo, su consiglio di Brock e Misty, decide di tornare a Viridian City per la sua ultima lotta in palestra. |                   |                    |
| 60 | Il grande sonno 「カメックスのしま」 - Kamex no shima – "Beach Blank-Out Blastoise" | 27 agosto 1998    | 6 settembre 2000   |
| 60 | Ash e i suoi amici stanno per prendere la nave che salpa da Cinnabar Island quando sulla spiaggia Ash si scontra un con Wartortle che chiede aiuto agli allenatori, i quali sono condotti su una sconosciuta isola dove vivono i Pokémon tartaruga governati da un Blastoise. Tutti i Pokémon dell’isola sono caduti in un sonno profondo dal quale non riescono a risvegliarsi, ma dopo diverse ricerche e tentativi i ragazzi scoprono che il colpevole è niente meno che Jigglypuff incastrato nel guscio di Blastoise. Il Team Rocket non vuole lasciarsi sfuggire l’occasione di rapire il grande Pokémon, ma viene farmato dal gruppo di Squirtle e Wartortle. Risolto il caso sull’isola dei Pokémon tartaruga, i ragazzi ritornano sulla terraferma. |                   |                    |
| 61 | Uno spettacolo straordinario 「ハナダジム！すいちゅうのたたかい！」 - Hanada Gym! Suichū no tatakai! – "The Misty Mermaid" | 3 settembre 1998  | 6-7 settembre 2000 |
| 61 | Di ritorno a Viridian City, i ragazzi notano che Horsea sta poco bene a causa della mancanza di specchi d’acqua in cui nuotare libero, quindi decidono di far tappa a Cerulean City per lasciarlo alla palestra delle sorelle di Misty, le quali hanno nel frattempo colto l’occasione, visti i flop dei loro ultimi show, per organizzare uno spettacolo subacqueo nel quale la protagonista è proprio Misty. Con l’intento di rubare tutti i Pokémon d’acqua, Jessie e James prendono il posto di Lily e Violet quali cattivi dello spettacolo, ma finiscono per renderlo un successo, al quale il Seel della palestra partecipa sconfiggendo Arbok ed evolvendosi in Dewgong. Misty prima di ripartire lascia Horsea e Starmie nella palestra delle sorelle. |                   |                    |
| 62 | Arrivano gli alieni 「ピッピVSプリン」 - Pippi VS Purin – "Clefairy Tales" | 10 settembre 1998 | 7 settembre 2000   |
| 62 | In città si verifica una serie di furti inspiegabili di oggetti di vario tipo, tra cui gli zaini di Ash, Misty e Brock. I colpevoli sono dei Clefairy cleptomani venuti dallo spazio la cui astronave si è schiantata al suolo proprio nei paraggi; tuttavia nessuno crede a questa teoria tranne l’ufologo Oswald, che trascina Ash e la sua compagnia alla ricerca degli alieni. Jessie e James, travestiti da extraterrestri rapiscono Pikachu e lo rinchiudono in una capsula che però viene prelevata proprio dai veri alieni, ovvero i Clefairy, che stanno per ripartire alla volta dello spazio. Anche Jigglypuff compare sulla scena, al quale i suddetti hanno rubato il suo pennarello-microfono, e, iracondo, schiaffeggia e sconfigge tutti i Clefairy, permettendo la liberazione di Pikachu. I Clefairy ripartono, ma un’avaria li riporta a terra in una nuova destinazione dove ricominciano a rubare. |                   |                    |
| 63 | L'ottava Medaglia 「トキワジム！さいごのバッジ！」 - Tokiwa Gym! Saigo no Badge! – "The Battle of the Badge" | 17 settembre 1998 | 8 settembre 2000   |
| 63 | Ash si accinge a sfidare il leader di Viridian, Giovanni, ma viene anticipato da Gary, che viene sconfitto da un potente Pokémon la cui identità è sconosciuta. Fuori dalla palestra un incidente fa capitare Togepi tre le mani del Team Rocket, che lo consegna a Giovanni, ma questi lo rifiuta a lascia la palestra nelle mani di Jessie, James e Meowth poiché ha una missione da compiere insieme al nuovo Pokémon. Ash lotta contro Jessie e vince la Medaglia Foglia, che però gli viene negata. Un’esplosione causata da un detonatore del Team Rocket distrugge la palestra e fa saltare in aria il trio di criminali che perde la medaglia. Ash, ora in possesso di otto medaglie, non sa però dove si svolga la Lega, quindi decide di tornare a Pallet dal Professor Oak. |                   |                    |
| 64 | Casa dolce casa 「ポケモンサーカスのバリヤード」 - Pokémon circus no Barrierd – "It's Mr. Mime Time" | 24 settembre 1998 | 9 settembre 2000   |
| 64 | Arrivato a Pallet, Ash incontra Stella, padrona di un circo Pokémon itinerante alla disperata ricerca di un Mr. Mime che possa rivaleggiare con il proprio, ribellatosi agli allenamenti troppo duri. Nessuno dei due riesce a catturare il nuovo Mr. Mime selvatico, quindi si decide che sarà Ash a vestire i panni del Pokémon nel prossimo spettacolo. Il Team Rocket rapisce Ash convinto di aver catturato Mr. Mime, il quale invece si trova a casa di Delia Ketchum, che la donna scambia per Ash. Risolto l’equivoco quando Ash si libera dalla prigionia del Team Rocket, i due Mr. Mime uniscono le forze per battere i malviventi e salvare così i Pokémon del circo. Mimey, questo il suo soprannome, rimane a casa con Delia e diventa un suo Pokémon. |                   |                    |
| 65 | Uniti nel pericolo 「ライバルたいけつ！オーキドけんきゅうじょ」 - Rival taiketsu! Okido kenkyūjō – "Showdown at the Poké Corral" | 8 ottobre 1998    | 11 settembre 2000  |
| 65 | Al Quartier Generale del Team Rocket, ubicato nei pressi di Pallet, Mewtwo evade sfuggendo al controllo di Giovanni e facendo esplodere l’edificio. Il capo non licenzia Jessie, James e Meowth che, con ritrovato vigore, si recano al laboratorio del Professor Oak, dove nel frattempo Ash e i suoi amici sono a colloquio con lo studioso. Oak informa Ash e Gary che la Lega avrà luogo da lì a due mesi all’Indigo Plateau e vi parteciperanno duecento allenatori. I due rivali continuano a litigare sui migliori metodi per essere un bravo allenatore di Pokémon fino a che non incontrano il Team Rocket, che viene però spazzato via dai Tauros di Ash. |                   |                    |
| 66 | Una grande scoperta 「ヤドンがヤドランになるとき」 - Yadon ga Yadoran ni naru toki – "The Evolution Solution" | 15 ottobre 1998   | 12 settembre 2000  |
| 66 | Delia, Misty e Brock partono per una vacanza alle isole Spumarine mentre Ash è costretto a stare a casa ad allenarsi. Il Professor Oak non riesce a spiegarsi il perché Shellder morda la coda di Slowpoke causandone l’evoluzione in Slowbro, quindi manda Ash proprio nella stessa destinazione della madre e degli amici per parlare del caso con Westwood V, professore Pokémon che ha contribuito alla creazione del Pokedex. Anche Jessie, James e Meowth sono alle isole, ma come servitori personali di Giovanni, che ordina loro di trafugare le ricerche di Westwood V. Jessie cattura uno Shellder che vuole utilizzare per far evolvere lo Slowpoke dello scienziato così da portare uno Slowbro al capo, ma quando questo accade, il Pokémon li sconfigge con un Megapugno. Westwood V giunge alla conclusione che il motivo dell’evoluzione sia la simbiosi tra i due Pokémon. |                   |                    |
| 67 | La grande onda 「なみのりピカチュウのでんせつ」 - Naminori Pikachu no densetsu – "The Pi-Kahuna" | 22 ottobre 1998   | 13 settembre 2000  |
| 67 | Ash e i suoi amici si stanno ancora allenando alle isole Spumarine quando incontrano un’agente Jenny che narra loro di Jan, leggendario surfista unico al mondo a piantare la sua bandiera sull’alta roccia della baia cavalcando l’Humungadunga, la grande onda che appare ogni vent’anni. Ash prova a surfare ma si infortuna e viene salvato da Victor e dal suo anziano Pikachu, Puka. L’uomo è un surfista il cui sogno sin da piccolo è quello di eguagliare il suo idolo Jan; infatti vent’anni prima provò a cavalcare l’onda, ma senza successo. Proprio mentre Victor e i ragazzi salvano i due Pikachu dai piani del Team Rocket, Puka, il cui talento è quello di sentire le onde, avverte che l’Humungadunga sta arrivando. Nella sua ultima impresa, Victor riesce finalmente a piantare la propria bandiera accanto a quella di Jan, coronando il suo sogno. |                   |                    |
| 68 | Insidia verde 「しょくぶつえんのクサイハナ」 - Shokubutsuen no Kusaihana – "Make Room for Gloom" | 29 ottobre 1998   | 14 settembre 2000  |
| 68 | Notando che Ash sta battendo la fiacca, Delia gli chiede di andare al vivaio di Pallet per poi aiutarla in giardino, ma il ragazzo fugge con Misty e Brock ritrovandosi proprio al vivaio Xanadu, ora gestito da Florinda e Potter. La ragazza ha bassa autostima e pensa di non essere una brava allenatrice del suo Gloom né di essere adatta a gestire il vivaio, essendo anche stata truffata dal Team Rocket con una falsa Pietrafoglia. Jessie, James e Meowth si sono introdotti nel vivaio per prendere una pianta paralizzante così da poter rubare Pikachu in tutta tranquillità, ma nonostante il piano inizialmente sembri funzionare, Florinda e Gloom trovano grazie a Brock la fiducia necessaria per batterli e salvare i ragazzi. |                   |                    |
| 69 | Ciak, si gira! 「ポケモン・ザ・ムービー！」 - Pokémon the Movie! – "Lights, Camera, Quacktion!" | 5 novembre 1998   | 15 settembre 2000  |
| 69 | Ash è finalmente pronto per allenarsi presso un lago quando, appena incontrata un’allenatrice come lui, Katrina, viene ancora interrotto nei suoi propositi: il registra Schpielbunk è in zona per cercare delle nuove stelle per il suo prossimo film, ‘’Pokémon innamorati’’, interpretato esclusivamente da attori Pokémon. Tutti i candidati abbandonano i provini perché spaventati dalle maniere manesche della primadonna Wigglytuff e così ad ottenere la parte è l’ignaro Psyduck. Durante le riprese interviene il Team Rocket pronto a sabotare il film ma il regista rifiuta di interromperle e continua a girare nonostante il caos che deriva dalla lotta, al termine della quale il grido d’aiuto di Wiggytuff permette a Psyduck di sfruttare i propri poteri e salvarla. |                   |                    |
| 70 | La storia di Meowth 「ニャースのあいうえお」 - Nyarth no A-I-U-E-O – "Go West, Young Meowth" | 12 novembre 1998  | 16 settembre 2000  |
| 70 | Ash, Misty, Brock e Delia ricevono da Schpielbunk l’invito alla prima di ‘’Pokémon innamorati’’ a Hollywood, ma una volta arrivati trovano una città desolata e malfamata. Anche il Team Rocket è in città per l’evento e vari luoghi della metropoli fanno ricordare a Meowth il proprio passato: nato solo e abbandonato, vive una vita di stenti fino a quando non vede la produzione hollywoodiana ‘’Attenti a quel Meowth’’, e decide così di dirigersi alla volta della grande città in cerca di cibo e fortuna. Una volta lì incontra una gang di Mewoth guidata da un Persian con la quale inizia a commettere furti e vivere alla giornata, e vede per la prima volta Meowzie, ricca e viziata gattina che lo rifiuta preferendo il denaro e il comfort degli umani. Meowth decide allora di “diventare umano” e inizia a sbirciare attraverso una fessura le lezioni di ballo, postura e dizione di una classe, grazie alle quali dopo molto tempo riesce a padroneggiare la camminata su due zampe e la lingua umana. Nonostante tutti gli sforzi compiuti, Meowzie lo rifiuta ancora un volta, e con maggior scherno; con l’obiettivo di diventare ricco e potente Meowth lascia la gang e decide di unirsi al Team Rocket. Vagando tra i vicoli della città ricordando queste vicende si imbatte nella gang di Persian dove c’è proprio Meowzie, abbandonata dalla padrona e caduta in disgrazia. Meowth, con il supporto di Jessie e James, sconfigge Persian ma è ancora una volta rifiutato dalla felina. Nel frattempo la prima del film è un disastro e Ash e i suoi amici tornano a casa sconsolati. |                   |                    |
| 71 | Il segreto dei Pokémon 「してんのうシバとうじょう！」 - Shitennō Shiba tōjō! – "To Master the Onixpected" | 19 novembre 1998  | 18 settembre 2000  |
| 71 | Brock e Ash stanno guardando gli incontri di Bruno dei Superquattro alla televisione e Delia fa sapere ai ragazzi che l’uomo è noto allenarsi sul Monte Hideaway. Partiti per una spedizione alla sua ricerca, Ash e i suoi amici finiscono per essere quasi schiacciati da un Onix gigante, specie comune del luogo, quando vengono salvati proprio da Bruno. Ash e Brock gli chiedono di insegnar loro i segreti del suo allenamento, ma ben presto scoprono che non ve ne sono; Bruno è infatti sul monte solo per catturare il più potente Onix gigante. Delusi dalla scoperta, si imbattono nuovamente nell’Onix gigante, ma solo Bruno riesce a placarlo, avendo compreso che avesse dolore per un Sandslash incastrato tra i suoi massi. I ragazzi si ricredono su Bruno, che confida loro che l’unico segreto è quello di cercare di capire i Pokémon nel profondo senza la parola. |                   |                    |
| 72 | Un mistero dopo l'altro 「げきとつ！ちょうこだいポケモン」 - Gekitotsu! Chōkodai Pokémon – "The Ancient Puzzle of Pokémopolis" | 26 novembre 1998  | 19 settembre 2000  |
| 72 | Mentre si stanno allenando nei boschi di Pallet, Ash e Brock scoprono inavvertitamente le rovine di una civiltà passata. Nei paraggi c’è una equipe archeologica, nella quale lavora la giovane Eve, che inizia a studiarne i reperti e comunica ai ragazzi che si tratta dei resti dell’antica Pokemopoli. Anche il Team Rocket per caso recupera un artefatto antico, ma questa volta l’oggetto inizia a risucchiare al suo interno ogni essere vivente che gli si trovi di fronte. Si risveglia quindi un Gengar gigante che viene presto sfidato da un Alakazam altrettanto gigante, entrambi manifestazioni oscure che distrussero Pokemopoli. Quando tutto sembra perduto la canzone di Jigglypuff fa apparire un suo simile anch’esso gigante che placa i due mostri. |                   |                    |
| 73 | Le Medaglie rubate 「ガラガラのホネこんぼう」 - Garagara no Hone Konbō – "Bad to the Bone" | 3 dicembre 1998   | 20 settembre 2000  |
| 73 | Sulla strada per l’Indigo Plateau Ash viene sfidato da un allenatore, Otoshi, col suo Marowak, ma alla condizione che chi perde ceda le proprie medaglie al vincitore. Ash vince l’incontro e scopre che a Otoshi sono state sottratte le sue medaglie dal Team Rocket e, nonostante sia in ritardo per la cerimonia di apertura della Lega, decide di aiutarlo. Jessie ha rubato le medaglie a James e Meowth per competere da sola alla Lega, ma viene presto fermata dai suoi compagni, dai quali torna pentita, e da Ash e i suoi amici, che sconfiggono il team e restituiscono le medaglie a Otoshi. |                   |                    |
| 74 | Il grande torneo 「ファイヤー！ポケモンリーグかいかいしき！」 - Fire! Pokémon League kaikaishiki! – "All Fired Up" | 10 dicembre 1998  | 21 settembre 2000  |
| 74 | Ash arriva alla Lega Pokémon di Kanto ma si trova nel bel mezzo del percorso del tedoforo ufficiale: la Lega infatti si svolge solo con l’accensione del fuoco proveniente dal Pokémon leggendario Moltres. La passione del ragazzo fa sì che il presidente del comitato della Lega, Charles Goodshow, permetta ai tre amici di essere anche loro dei tedofori per la giornata. Nella notte, dopo essersi sistemato al villaggio dell’Indigo Plateau, dove alloggiano i partecipanti, in Ash si fa strada il dubbio di non essere all’altezza dell’evento. Il giorno successivo il Team Rocket tenta nuovamente di prelevare la fiamma di Moltres, ma l’uccello di fuoco si manifesta attraverso la fiaccola, sconfigge il trio e la riporta alla normalità. |                   |                    |
| 75 | Quando si scatena l'azione 「ポケモンリーグかいまく！みずのフィールド！」 - Pokémon League kaimaku! Mizu no field! – "Round One - Begin!" | 17 dicembre 1998  | 22 settembre 2000  |
| 75 | Hanno inizio le fasi preliminari della Lega Pokémon, nelle quali gli allenatori, per accedere alla fase successiva, devono riportare quattro vittorie su quattro campi lotta differenti, ovvero di acqua, erba, roccia e ghiaccio con massimo tre Pokémon ciascuno. Il primo sfidante di Ash si tratta di Mandi e l’incontro avrà luogo sul campo d’acqua. Ash sceglie di rischiare con Krabby, che non ha mai lottato, ma il Pokémon vince su Exeggutor al primo round, al termine del quale si evolve in Kingler. Continua la sua striscia di vittorie sconfiggendo anche Seadra e Golbat, permettendo ad Ash di avanzare al turno successivo. |                   |                    |
| 76 | Ghiaccio e fuoco 「こおりのフィールド！ほのおのたたかい！」 - Kōri no field! Honoo no tatakai! – "Fire and Ice" | 24 dicembre 1998  | 23 settembre 2000  |
| 76 | Ash supera la seconda fase sconfiggendo il suo avversario e Nidorino sul campo di roccia utilizzando Squirtle. Successivamente tenta di far curare i Pokémon presso due centri medici, ma essendo pieni a causa dell’alta domanda da parte degli allenatori presenti, cade nel tranello del Team Rocket che camuffa la sua mongolfiera da centro medico, ma ancora una volta il team fallisce. Il giorno dopo Ash affronta la lotta della terza fase sul campo di ghiaccio contro l’allenatore di Pewter City Pete Pebbleman, con Kingler ancora una volta vittorioso contro Cloyster, mentre Pikachu riesce a sconfiggere Arcanine. |                   |                    |
| 77 | Una nuova vittoria 「くさのフィールド！いがいなきょうてき！」 - Kusa no field! Igai na kyōteki! – "The Fourth Round Rumble" | 1º gennaio 1999   | 25 settembre 2000  |
| 77 | Ha inizio la quarta fase della Lega del Pokémon. Gary viene eliminato sul campo di roccia da Melissa, mentre Ash deve affrontare Jeanette Fisher su quello d’erba. Bulbasaur è il Pokémon scelto per iniziare l’incontro e vince sia contro Beedrill che Scyther, ma deve poi arrendersi a Bellsprout, che nonostante l’apparenza innocua si rivela un avversario temibile. Anche Pikachu deve arrendersi al Pokémon d’erba della ragazza, ma Ash manda in campo, a sorpresa, Muk, che invece riesce a sconfiggere Bellsprout e permette ad Ash di accedere alla fase finale del torneo. |                   |                    |
| 78 | Chi trova un amico trova un tesoro 「ライバルとうじょう！」 - Rival tōjō! – "A Friend In Deed" | 7 gennaio 1999    | 26 settembre 2000  |
| 78 | Dopo aver festeggiato con i suoi amici, Ash incontra un giovane allenatore di nome Richie. I due ragazzi, insieme a tutti i partecipanti della Lega, sono vittima dell’ennesimo piano del Team Rocket: Jessie e James si sono travestiti da dipendenti del torneo per sottrarre tutti i Pokémon agli allenatori. Nonostante vengano subito scoperti, riescono a fuggire con il bottino a bordo di un furgone per poi essere inseguiti da Ash e Richie, che però ne perdono le tracce. Durante la notte i due ragazzi fanno amicizia e scoprono di essere simili e con la stessa passione per i Pokémon. La mattina dopo riescono a rintracciare il Team Rocket e a recuperare tutti i Pokémon rubati al termine di una lotta nella quale Richie usa il suo Pikachu di nome Sparky; una volta tornati agli stadi scoprono che si dovranno sfidare l’un l’altro nel prossimo round. |                   |                    |
| 79 | Amici nemici 「セキエイスタジアム！VSヒロシ！」 - Sekiei Stadium! VS Hiroshi! – "Friend and Foe Alike" | 14 gennaio 1999   | 27 settembre 2000  |
| 79 | Nella fase finale delle Lega le lotte si svolgono allo Stadio Indigo, ma ancora in formato tre contro tre negli ottavi di finale. Dopo che Ash e Richie si sono fatti la promessa di una grande battaglia, Misty riceve da Richie una strana telefonata nella quale chiede ad Ash un colloquio. L’incontro è in realtà una trappola del Team Rocket, che nonostante venga ripetutamente sconfitto continua a tormentare il ragazzo facendogli far tardi alla sua lotta Pokémon contro Richie. Nel frattempo allo stadio Misty crede all’innocenza di Richie e l’arbitro sta per decretare la vittoria a tavolino del ragazzo, quando Ash arriva in tempo dopo aver definitivamente sconfitto il trio. Butterfree addormenta Squirtle e vince il proprio round, ma Pikachu, nonostante affaticato per la lotta contro il Team Rocket, riesce a sconfiggerlo per poi cedere a Charmander. Ash, rimasto senza Pokémon, rischia con Charizard, che però si rifiuta di combattere contro Sparky e quindi decreta la sconfitta di Ash. |                   |                    |
| 80 | Amici per sempre 「ポケモンリーグ！さいごのたたかい！」 - Pokémon League! Saigo no tatakai! – "Friends to the End" | 21 gennaio 1999   | 28 settembre 2000  |
| 80 | Ash inizialmente non riesce ad accettare di aver perso alla Lega, ma dopo aver parlato con Richie, sconfitto nei quarti di finale da Assunta e il suo Ivysaur, comprende che la sconfitta è un’occasione di crescita e apprendimento. Dopo aver sconfitto il Team Rocket, i due ragazzi raggiungono i loro amici allo Stadio Indigo per la cerimonia di chiusura della Lega, alla quale Ash riceve la medaglia di partecipazione e assistono tutti ai fuochi d’artificio. Ash si ripromette di diventare maestro di Pokémon. |                   |                    |

### Pocket Monsters Orange Islands
| Nº  | Titolo italiano Giapponese 「Kanji」 - Rōmaji - Titolo inglese | In onda           | In onda           |
| Nº  | Titolo italiano Giapponese 「Kanji」 - Rōmaji - Titolo inglese | Giapponese        | Italiano          |
| 81  | Una festa movimentata 「マサラタウン！あらたなるたびだち」 - Masara Town! Aratanaru tabidachi – "Pallet Party Panic" | 28 gennaio 1999   | 29 settembre 2000 |
| 81  | Al laboratorio del Professor Oak viene indetto un party per festeggiare Ash e il suo risultato alla Lega Pokémon, quando Jessie, James e Meowth rubano Pikachu bombardando i presenti alla festa causando l’ira di Charizard, che li sconfigge e fa volare in un bosco dove dei Pidgey e Pidgeotto vengono bullizzati da un gruppo di Spearow e Fearow. Ash e i suoi amici nel frattempo vengono incaricati da Oak di prelevare una misteriosa Poké Ball dalla Professoressa Ivy all’isola di Valencia, nell’arcipelago Orange ma, incamminatisi verso la loro destinazione, incontrano il Team Rocket e i due gruppi di Pokémon uccello. Ash decide di aiutare i Pidgey e Pidgeotto e, insieme al proprio Pidgeotto che si evolve in Pidgeot, riesce a scacciare il capo della gang Fearow, evoluzione dello Spearow che Ash colpì con un sasso il primo giorno della sua avventura. Il ragazzo decide di lasciare Pidgeot a guarda dello stormo per difenderlo da eventuali minacce. |                   |                   |
| 82  | Il dirigibile fantasma 「ひこうせんはふこうせん!?」 - Hikōsen wa fukōsen!? – "A Scare in the Air" | 4 febbraio 1999   | 30 settembre 2000 |
| 82  | Fuori da un supermercato Ash e i suoi amici vincono tre biglietti gratis per un viaggio in dirigibile a Valencia ma, una volta arrivati all’aeroporto, vedono un aerostato vecchio e malconcio sul quale degli addetti intimano loro di non salire. Jessie, James e Meowth, che nel frattempo sono stati assegnati da Giovanni alla Brigata dell’Aria con lo scopo di riscattare una polizza in caso di loro morte, si presentano come assistenti di volo e convincono i ragazzi a imbarcarsi. Una volta decollati, poiché nessuno lo sa guidare, il dirigibile è in balia delle manovre del Team Rocket, e in una di queste si perde Togepi. I ragazzi, alla ricerca del Pokémon di Misty, e il Team Rocket si ritrovano gli uni contro gli altri durante una tempesta, al termine della quale Jessie, James e Meowth cadono in mare a causa dell’intromissione di Jigglypuff, mentre Ash, Misty e Brock, trovato Togepi, riescono miracolosamente a far atterrare il dirigibile a pezzi proprio a Valencia. |                   |                   |
| 83  | Arrivederci Brock 「なんごくポケモンとＧＳボール」 - Nangoku Pokémon to GS Ball – "Poké Ball Peril" | 11 febbraio 1999  | 2 ottobre 2000    |
| 83  | Giunti presso il laboratorio della Professoressa Ivy, ad Ash viene consegnata la Sfera GS, una Poké Ball oro e argento indistruttibile e impossibile da aprire. I ragazzi inoltre imparano a conoscere la professoressa e le sue assistenti, le loro ricerche sulle varianti regionali dei Pokémon e soprattutto il loro disordine: Brock infatti non solo si appassiona agli studi di Ivy, ma funge anche da perfetto uomo di casa. La mattina seguente Brock informa Ash e Misty che ha intenzione di rimanere e saluta gli amici che invece pensano di fare ritorno a Pallet. Ad aspettarli all’aeroporto è però il Team Rocket, che ha nel frattempo riparato il distrutto dirigibile e li inganna nuovamente. Dopo che i due allenatori sono fatti prigionieri a bordo, Jigglypuff fa la sua entrata con l’attacco Canto e Jessie, James e Meowth ne sono ancora vittima mentre fuggono. Ash e Misty, addormentati, rimangono soli sul dirigibile senza guida. |                   |                   |
| 84  | Un cucciolo ferito 「ラプラスをたすけろ！」 - Laplace wo tasukero! – "The Lost Lapras" | 18 febbraio 1999  | 3 ottobre 2000    |
| 84  | Il dirigibile con a bordo Ash e Misty si schianta al suolo su quella che sembra a prima vista un’isola disabitata; i ragazzi si trovano invece nel Parco Pokémon dell’isola di Tangelo. Giunti in città osservano sulla spiaggia un cucciolo di Lapras mentre viene maltrattato da un gruppo di teppisti e intervengono in sua difesa. A interrompere lo scontro tra le due parti è un ragazzo, Tracey Sketchit, osservatore Pokémon che aiuta Ash e Misty a portare il Lapras a un centro medico. I tre decidono di aiutare Lapras a ritrovare il proprio branco dal quale è stato separato in circostanze ignote, ma il Pokémon a causa degli abusi non si fida degli esseri umani. Ash, inoltre, apprende dell’esistenza della Lega di Orange e, con il benestare del Professor Oak, decide di parteciparvi prima di fare ritorno a casa; Tracey, grande fan di Oak, si unisce ai due nella speranza un giorno di incontrare il professore. Jessie, James e Meowth fanno irruzione al centro e rapiscono Lapras, ma Ash li insegue (grazie anche al Venonat di Tracey) e, salvandolo, riesce a ottenere la fiducia del Pokémon, che decide di entrare a far parte della squadra di Ash e di accompagnare i tre allenatori nel loro viaggio nell’arcipelago.                                                      |                   |                   |
| 85  | Una nuova Medaglia 「オレンジリーグ！ナツカンジム！」 - Orange League! Natsukan Gym! – "Fit to be Tide" | 25 febbraio 1999  | 4 ottobre 2000    |
| 85  | Ash ha fame e su suggerimento di Tracey i ragazzi e Lapras fanno rotta all’isola di Mikan, dove, guarda caso, vi è anche una delle quattro palestre della Lega Orange. Dopo che Tracey ha conosciuto il Professor Oak durante una chiamata, i ragazzi si dirigono alla palestra dove fanno la conoscenza del leader Cissy. Le palestre dell’Arcipelago Orange funzionano diversamente da quelle di altre regioni; infatti i Pokémon devono gareggiare in varie attività di destrezza che vanno oltre il puro combattimento. Il primo round consiste nell’abbattere quante più lattine possibili con il getto d’acqua e il Seadra di Cissy e lo Squirtle di Ash risultano pari. Il secondo round prevede una prova di tiro al piattello, ma anche questa finisce in parità. Cissy decide dunque di optare per una gara di velocità, al termine della quale, nonostante l’intromissione del Team Rocket, Ash e Lapras, grazie al Geloraggio di quest’ultimo, battono Cissy e Blastoise. Ash vince una medaglia Occhio di Corallo. |                   |                   |
| 86  | La rivolta dei Pokémon 「きえたポケモンたちのナゾ！」 - Kieta Pokémon-tachi no nazo! – "Pikachu Re-Volts" | 4 marzo 1999      | 5 ottobre 2000    |
| 86  | Ash e i suoi amici arrivano tra i grattacieli dell’isola di Mandarin, quando Pikachu e Togepi sono colpiti, così come molti altri Pokémon, da quello che pare essere un attacco psichico che li fa rivoltare contro i loro allenatori. A giungere a questa conclusione è l’agente Jenny, che nota come questi attacchi non abbiano effetto sul suo Gastly. Anche Meowth del Team Rocket è colpito dalle onde e si dirige, inseguito da Jessie e James, presso un edificio con una gigantesca antenna parabolica. Al suo interno vi sono i colpevoli di quello che è un piano per rubare i Pokémon: Cassidy e Butch, evasi di prigione grazie a Giovanni; gli scagnozzi mettono fuori gioco, grazie al loro Drowzee e ai suoi attacchi Psico, Jessie e James che si ritrovano aiutati proprio da Ash, Misty, Tracey e Jenny. Il Team Rocket per salvare i propri Pokémon decide di aiutare la giustizia alleandosi con Ash, il quale, una volta introdottosi nella base di Cassidy e Butch insieme ai suoi amici, riesce a indirizzare i fulmini di Pikachu verso il meccanismo di controllo. La battaglia imperversa fuori dall’edificio, dove Drowzee utilizza Metronomo, ma Togepi impara l’attacco così da causare una gigantesca esplosione che sventa il piano di Cassidy e Butch, ancora una volta arrestati. |                   |                   |
| 87  | Il messaggio in bottiglia 「クリスタルのイワーク」 - Crystal no Iwark – "The Crystal Onix" | 11 marzo 1999     | 6 ottobre 2000    |
| 87  | Tracey avvista in mare una bottiglia con al suo interno un messaggio da parte di una certa Marissa della poco distante isola di Sunburst riguardo un misterioso Crystal Onix. Approdati sull’isola, nota per i lavori in vetro dei bottegai locali, gli allenatori fanno la conoscenza di una bambina, che si rivela essere proprio Marissa, e di suo fratello Mateo, vetraio depresso in pieno blocco creativo. Il ragazzo sogna di incontrare, come suo nonno prima di lui, il leggendario Crystal Onix così da trovare nuovamente ispirazione per le sue opere. Grazie all’udito del Marill di Tracey, il gruppo riesce a localizzare un Onix su un isolotto poco distante, al quale accedono per via della bassa marea. All’interno di una grotta vi è proprio il Crystal Onix, col quale Mateo inizia una lotta con i suoi Cloyster e Charmaleon, ma tuttavia rinuncia a catturarlo poiché, poco prima di vincere sul Pokémon, ne coglie l’essenza perdendosi ad ammirarne i cristalli. Tornati in paese Mateo riapre il suo negozio e regala ad Ash una statuina in vetro di Pikachu. |                   |                   |
| 88  | L'isola dei Pokémon rosa 「ピンクのポケモンじま」 - Pink no Pokémon shima – "In the Pink" | 18 marzo 1999     | 7 ottobre 2000    |
| 88  | I tre amici e Lapras sono colti alla sprovvista da un enorme mulinello che li fa naufragare su quella che Tracey riconosce come l’isola di Pinkan, dove i Pokémon assumono un peculiare colore rosa a causa della loro dieta composta da bacche dello stesso colore. Dopo un incontro poco fortunato con un Ryhorn, incontrano l’agente Jenny, che spiega loro che l’isola è un’oasi protetta dove ricercatori e ranger studiano e proteggono le specie da invasori e bracconaggio. Anche il Team Rocket si ritrova sull’isola dopo essere incappato nei vortici che la circondano, ma con l’intento di trafugare i Pokémon rosa per farne l’oggetto di uno spettacolo finisce per far arrabbiare un pericoloso Nidoking. Il Pokémon, una volta sistemato il Team Rocket, viene domato da Jenny, ma non prima che Togepi salvi il gruppo con il suo attacco Metronomo, esattamente come aveva fatto con Ryhorn. I ragazzi sono accompagnati lontano dall’isola da una motovedetta e continuano il loro viaggio ignari dei poteri di Togepi. |                   |                   |
| 89  | L'isola dei fossili 「カブトのかせきのひみつ！」 - Kabuto no kaseki no himitsu! – "Shell Shock" | 25 marzo 1999     | 9 ottobre 2000    |
| 89  | Ash, Misty e Tracey vengono quasi investiti da delle barche dirette su un’isola disabitata e decidono di seguirle. Si tratta di una troupe di archeologi e giornalisti alla ricerca di maggiori informazioni sui fossili di Kabuto, dopo che uno di questi è stato trovato da un pescatore. La squadra di ricerca, guidata da un’infermiera Joy, si addentra sempre più nell’isola, fino a trovare una grotta nella baia settentrionale, ma una serie di incidenti continuano a minare l’incolumità di tutti gli esploratori, inclusi Ash e i suoi amici. Pikachu riesce a scovare il colpevole, un vecchio che recita una profezia che annuncia la scomparsa dell’isola qualora i Kabuto venissero disturbati. Sia gli archeologi che il Team Rocket, anch’esso presente sull’isola, non sentono ragioni e causa di una bomba gettata da quest’ultimo i Kabuto si risvegliano, colpiti dai raggi di una gigantesca luna rossa. L’isola, composta interamente da fossili di Kabuto, si inabissa nel mare, mentre Ash, i suoi amici, e tutti gli studiosi si salvano con una zattera. Alla fine l’infermiera Joy chiede scusa al vecchio. |                   |                   |
| 90  | Tutti in scena 「おどる！ポケモンショーボート！」 - Odoru! Pokémon Showboat! – "Stage Fight" | 1º aprile 1999    | 10 ottobre 2000   |
| 90  | Un battello itinerante sul quale si svolge uno spettacolo Pokémon fa tappa sull’isola dove sono di passaggio Ash e i suoi amici. Dopo aver assistito allo show Ash, Misty e Tracey scoprono che i Pokémon non sono realmente parlanti, ma sono doppiati da attori professionisti; tra di loro c’è Kay, giovane ragazza con il suo Raichu, che però appare triste e demoralizzato; il Pokémon infatti percepisce la paura della propria allenatrice in seguito ad un incidente nel quale Raichu le ha dato una scossa e lei lo ha scaraventato via. Roger, il capo della troupe, offre ai ragazzi un passaggio alla prossima isola ma a turbare la quiete notturna è il Team Rocket, che con l’obiettivo di rapire tutti i Pokémon attori silura il battello e minaccia di farlo saltare in aria. Kay, per proteggere Raichu, riesce finalmente a toccarlo e a superare la propria paura, mentre Raichu non si sente più in colpa. Dopo aver sconfitto il Team Rocket, Ash partecipa ad uno spettacolo doppiando Pikachu, sostituendo Roger infortunato. |                   |                   |
| 91  | Incontro tra Pokémon d'acqua 「さよならコダック！またきてゴルダック?」 - Sayonara Koduck! Matakite Golduck? – "Bye Bye Psyduck" | 8 aprile 1999     | 11 ottobre 2000   |
| 91  | Mentre si stanno godendo una giornata di relax sull’isola di Kinnow, i ragazzi perdono Psyduck, ma viene subito ritrovato da Marina, un’allenatrice di Pokémon d’acqua, la quale comunica a Misty che Psyduck sta per evolversi. Le due decidono di fare una lotta Pokémon e Marina sceglie Tentacruel, mentre Misty sceglie Goldeen, che però viene sconfitto; successivamente Staryu mette al tappeto Tentacruel, ma nel momento in cui le ragazze decidono di fare gareggiare i propri Psyduck, quello di Misty pare essersi evoluto in Golduck. Il Team Rocket, come suo solito, interrompe le attività degli allenatori, ma Golduck lo sconfigge senza problemi grazie al suo Iper Raggio e salvando i Pokémon di Marina. Nel terminare la lotta, Misty, al settimo cielo per il suo nuovo Pokémon, vince l’incontro, ma infine scopre che il suo Psyduck era sempre stato nella sua sfera Poké e che Golduck è solamente un Pokémon selvatico che ama stare al centro dell’attenzione. |                   |                   |
| 92  | Joy, la superinfermiera 「セイリングジョーイ！あらなみをこえて！」 - Sailing Joy! Aranami wo koete! – "The Joy of Pokémon" | 15 aprile 1999    | 12 ottobre 2000   |
| 92  | Mentre Ash, Misty e Tracey stanno viaggiando sul dorso di Lapras, vengono sorpassati da un’infermiera Joy in canoa veloce come un razzo. I ragazzi seguono le tracce della donna e infine la trovano ad occuparsi di un gigantesco Magikarp su un’isola deserta. L’infermiera spiega che è solita navigare per le piccole isole così da fornire assistenza anche ai Pokémon che non hanno vicino a sé un centro medico, invece il Magikarp insolitamente grande è un suo amico d’infanzia. Gli allenatori seguono Joy per tutta la sua giornata lavorativa e la aiutano nei suoi doveri fino a quando una tempesta non mette tutti in pericolo; Joy infatti sfida le intemperie per curare un gruppo di piccoli Seel, ma i ragazzi riescono a mettersi al riparo su un atollo. Lì il Team Rocket cerca di catturare Pikachu, ma viene fermato da Magikarp che per salvare Joy si evolve in Gyarados. Al termine dell’avventura Joy consiglia ad Ash di visitare l’isola di Navel, dove ha sede una palestra della Lega d’Orange. |                   |                   |
| 93  | Una prova di coraggio 「ネーブルジム！ゆきやまのたたかい！」 - Navel Gym! Yukiyama no tatakai! – "Navel Maneuvers" | 22 aprile 1999    | 13 ottobre 2000   |
| 93  | Raggiunta l’isola di Navel, piccola isola semi disabitata composta da un’altissima e stretta montagna, Ash, Misty e Tracey incontrano Danny, aitante windsurfer che accompagna Ash alla palestra locale, e insieme a lui si sottopone alla prova preliminare: scalare la montagna fino alla cima senza l’aiuto dei Pokémon. Arrivati sulla vetta, non senza difficoltà, Danny si presenta come il capopalestra e spiega ad Ash in cosa consiste il resto prova: una sfida in tre round con l’aiuto dei Pokémon; per primo si deve ghiacciare un geyser, e con il blocco che ne deriva ricavare una slitta per poi competere in una gara di velocità lungo la montagna fino al traguardo sulla spiaggia. La prima manche è vinta da Danny, che col suo Nidoqueen batte il Lapras di Ash, mentre la seconda prova viene vinta inaspettatamente da Ash, che con il fuoco di non collaborativo Charizard modella la slitta. Infine all’ultima prova trionfa Ash, che avendo preso una scorciatoia nella vegetazione riduce la propria slitta ad una veloce lastra di ghiaccio. Ash vince quindi la medaglia Rubino di Mare. |                   |                   |
| 94  | Le sette Isole del Pompelmo 「おおぐいカビゴン！だいパニック！」 - Ōgui Kabigon! Dai Panic! – "Snack Attack!" | 29 aprile 1999    | 14 ottobre 2000   |
| 94  | Ash e i suoi amici giungono all’arcipelago delle sette isole del Pompelmo, noto per le piantagioni di questo frutto e ne incontrano la proprietaria, Ruby, ultimamente vittima di furti. Il ladro si scopre però essere un Pokémon, Snorlax, che divora centinaia di frutti senza sosta. I ragazzi devono fermare il Pokémon, che altrimenti distruggerà il raccolto di tutte le isole, quindi Ruby e i suoi lavoratori si apprestano a raccogliere i pompelmi prima che Snorlax li possa mangiare; nel frattempo Ash, Misty, Tracey e il Team Rocket provano a fermarlo, prima con degli attacchi, poi con vari stratagemmi, ma ogni tentativo è vano. Alla fine i ragazzi hanno in mente di chiamare Jigglypuff, che li ha seguiti anche su queste isole. Preparato un palco, Jigglypuff si presenta e usa Canto riuscendo finalmente ad addormentare Snorlax, ma non prima di aver permesso ad Ash di catturarlo e porre così in sicurezza tutto l’arcipelago. |                   |                   |
| 95  | Il trofeo 「ゆうれいせんとゆうれいポケモン！」 - Yūreisen to yūrei Pokémon! – "A Shipful of Shivers" | 6 maggio 1999     | 16 ottobre 2000   |
| 95  | Presso l’isola del Moro viene rinvenuto, in un relitto negli abissi, un trofeo della Lega Orange risalente a trecento anni prima e viene quindi esposto al museo cittadino. Ash e i suoi amici intendono vederlo, ma il reperto viene rubato la sera precedente dal Team Rocket, che, una volta scoperto da Ash, si rifugia con un pedalò presso un vascello fantasma avvolto dalla nebbia. I ragazzi nel seguirli scoprono che la nave è abitata da un Gastly e un Haunter che hanno a loro volta sottratto il trofeo al Team Rocket e ne stanno facendo la guardia presso la cabina del capitano. I due Pokémon utilizzano Meowth per comunicare ai tre allenatori che un tempo essi erano i Pokémon del capitano del vascello, vincitore della Lega Orange e purtroppo morto in un naufragio; per tre secoli hanno protetto il loro tesoro, fino al suo ritrovamento da parte dei sommozzatori. Ash, Misty e Tracey comprendono che è meglio lasciare il trofeo ai suoi legittimi proprietari, che, dopo aver sconfitto il Team Rocket e salutato i ragazzi, portano la nave in un luogo sicuro lontano dall’isola. |                   |                   |
| 96  | Una prova di amicizia 「おニャースさまのしま!?」 - O-Nyarth-sama no shima!? – "Meowth Rules!" | 13 maggio 1999    | 17 ottobre 2000   |
| 96  | Su Golden Island la tribù locale sta aspettando che il grande, munifico Meowth appaia e, secondo profezia, dispensi il Giorno Paga. Il Meowth del Team Rocket, dopo l’ennesima sconfitta del trio da parte di Ash e dei suoi amici, viene lanciato proprio su quest’isola e viene scambiato per il prodigioso Meowth. Il felino decide di ingannare la tribù facendosi viziare con ogni leccornia e intrattenimento, e riesce persino a convincere gli abitanti a scacciare dall’isola Ash, Misty, Tracey e anche i suoi compagni Jessie a James, pensando invano di aver trovato un luogo dove essere felice. Quando il momento del Giorno Paga arriva, la tribù scopre con sgomento che Meowth non sa utilizzare la mossa, quindi viene organizzato per lui un torneo nel quale allenarsi, dove viene però malmenato da vari Pokémon. Jessie e James corrono in suo soccorso cospargendo il campo lotta dei propri risparmi e inscenando così un Giorno Paga. Quando Meowth scopre che i responsabili erano i suoi amici, si pente delle sue azioni e comprende che la felicità va condivisa, e torna così da loro per ricominciare col Team Rocket. |                   |                   |
| 97  | Alla conquista degli insetti 「ストライクせんしのほこり」 - Strike - Senshi no hokori – "Tracey Gets Bugged" | 20 maggio 1999    | 18 ottobre 2000   |
| 97  | Ash e i suoi amici giungono all’isola di Murcott, famosa per la massiccia presenza di Pokémon coleottero. Tracey, entusiasta, guida Ash e Misty all’interno dell’isola e trova un anziano Scyther esausto e ferito, che, nonostante tenti di opporsi e di combattere, viene prontamente catturato dal ragazzo e portato al centro medico. Lì l’infermiera Joy spiega agli allenatori che l’esemplare è l’ex capo di uno sciame, cacciato poiché sconfitto da un nuovo e vittorioso sfidante. Nel frattempo il Team Rocket incontra proprio lo sciame di Scyther e, dopo che questi attaccano e tagliano i capelli a Jessie, subiscono la vendetta della donna e vengono catturati. Scyther, all’ospedale e ancora risentito per la sconfitta e la cattura da parte di Tracey, avverte il pericolo e fugge andando ad aiutare i suoi simili. Tracey comprende l’orgoglio da combattente di Scyther e lo guida alla vittoria, solo, contro tutti i Pokémon del Team Rocket e infine viene accettato come suo allenatore, dopo che Scyther si è riconciliato con il suo rivale. |                   |                   |
| 98  | Una giornata di riposo 「みなみのしまだよ！ぜんいんしゅうごう！」 - Minami no shima da yo zenin shūgō – "A Way Off, Day Off" | 27 maggio 1999    | 19 ottobre 2000   |
| 98  | Stanchi e annoiati dalla solita routine, Ash, Misty e Tracey pensano di fare una sosta presso una lussureggiante isola disabitata per rilassarsi e ritrovare le energie. Arrivati lì esplorano il luogo: ne assaggiano i frutti maturi, lasciano liberi i loro Pokémon di giocare e fanno in modo di presentare Scyther al resto del gruppo, ma tra il Pokémon e Charizard nasce subito una rivalità. Anche Jessie, James e Meowth si trova casualmente sulla stessa isola e anche loro con lo stesso obiettivo, ovvero una vacanza. Quando però osservano in acqua i Pokémon dei ragazzi, non resistono ed escogitano un nuovo piano. Di notte, dopo aver addormentato i Pokémon con il Sonnifero di Victreebel, tentano di rubarli, ma Scyther e Charizard, scampati all’attacco, li sconfiggono pur non risolvendo il loro conflitto. Il mattino seguente i ragazzi ripartono freschi e riposati. |                   |                   |
| 99  | Lezioni di vita 「してんのうカンナ！こおりのたたかい!!」 - Shitennō Kanna! Kōri no tatakai! – "The Mandarin Island Miss Match" | 3 giugno 1999     | 20 ottobre 2000   |
| 99  | Ash è diventato arrogante e presuntuoso a causa delle sue recenti vittorie. Sull’isola di Mandarin meridionale i tre ragazzi incontrano Lorelei dei Superquattro, che terrà una conferenza con dimostrazione sui Pokémon; Ash desidera sfidarla, ma la donna rifiuta. Ash allora si cimenta in una lotta contro un allenatore di passaggio e vince grazie a Charizard, nonostante questi ancora non gli obbedisca. Lorelei osserva la scena e, dopo la dimostrazione, invita i ragazzi a casa propria dove spiega meglio il suo stile di lotta. Ash, sempre testardo, non demorde e chiede alla donna ancora una volta una lotta e allora ella accetta, tuttavia Ash perde nettamente. Lorelei allora gli ricorda che la vera forza di un allenatore è l’affetto che i suoi Pokémon provano per lui, cosa che Ash aveva scordato. Imparata la lezione, Ash saluta Lorelei, che indica al ragazzo l’isola di Trovita come il prossimo luogo dove c’è un palestra della Lega, e si trova dall’altra parte dell’isola di Mandarin. |                   |                   |
| 100 | Oh Pokémon, perché sei tu Pokémon? 「ニドランのこいものがたり」 - Nidoran no koi monogatari – "Wherefore Art Thou, Pokémon?" | 10 giugno 1999    | 21 ottobre 2000   |
| 100 | Nel villaggio di Yambera i due rivali Ralph ed Emily si fanno la guerra da quando sono nati. Ultimamente litigano ancora di più da quando entrambi hanno catturato rispettivamente un Nidoran maschio, Tony, e un Nidoran femmina, Maria. I due Pokémon infatti sono innamorati e sfuggono costantemente al controllo dei loro allenatori per stare insieme. Ash, Misty e Tracey cercano di farli venire a più miti consigli ma senza successo. Il rapimento dei due esemplari da parte del Team Rocket offre l’occasione per i Nidoran di dimostrare quanto siano affiatati insieme e alla fine anche Emily e Ralph comprendono l’amore dei loro Pokémon tramite la lotta in doppio. |                   |                   |
| 101 | Il cowboy 「だいへいげんのコイルたち！」 - Daiheigen no Coil-tachi – "Get Along, Little Pokémon" | 17 giugno 1999    | 23 ottobre 2000   |
| 101 | Attraversando a fatica l’aspro deserto dell’isola di Mandarin, Ash e i suoi amici vengono sorpresi da un temporale, durante il quale vengono salvati da Ethan e dai suoi Pokémon: un Jolteon e un gruppo di Magnemite, la cui attività è quella di immagazzinare energia dai fulmini per poi portarla a chi ne più bisogno dei paraggi. Ethan allora offre ai ragazzi un passaggio per la città più vicina, che ha urgente bisogno di elettricità, ma durante il tragitto Jessie, James e Meowth attaccano il carro, pensando bene di guadagnare dei soldi dai Magnemite. Durante lo scontro Ethan rimane ferito a un braccio e non può più guidare il carro, quindi chiede ad Ash di andare avanti con uno dei suoi Tauros e portare i Pokémon a destinazione. Un secondo agguato del Team Rocket permette all’esuberante Magnemite numero 6 di evolversi in Magneton e salvare il gruppo, che giunge in città sano e salvo. Ethan offre ad Ash di rimanere con lui ma il ragazzo rifiuta. |                   |                   |
| 102 | La creatura misteriosa 「ちかどうのかいぶつ!?」 - Chikadō no kaibutsu!? – "The Mystery Menace" | 24 giugno 1999    | 24 ottobre 2000   |
| 102 | Alle porte di Trovitopoli, città costiera dall’altra parte dell’isola, Ash e i suoi amici precipitano nelle fogne cittadine a causa dell’ennesima trappola del Team Rocket. Qui Bulbasaur viene rapito da una misteriosa creatura che i ragazzi non riescono ad identificare. Una volta tratti in salvo dall’agente Jenny i ragazzi incontrano l’aperta ostilità del sindaco, che non vuole si indaghi sulla faccenda in vista delle imminenti elezioni. Per trovare Bulbasaur i ragazzi si recano nuovamente nelle fogne, dove finalmente scoprono che la creatura altri non è che un secondo Bulbasaur da qualcuno abbandonato. Il sindaco decide di murare vivi i ragazzi e il Pokémon sotto la città, ma l’otturazione delle tubature provoca un’esondazione che libera tutti. Si scopre che fu proprio il sindaco, ancora bambino, ad abbandonare il Bulbasaur e allora viene umiliato di fronte alla cittadinanza e non viene rieletto. Ash si prepara a raggiungere la vicina isola di Trovita. |                   |                   |
| 103 | Lezioni di ballo 「ユズジム！タイプバトル３VS３!!」 - Yuzu Gym! Type Battle 3VS3!! – "Misty Meets Her Match!" | 1º luglio 1999    | 25 ottobre 2000   |
| 103 | Quando i ragazzi, a bordo del traghetto, stanno per avvicinarsi a Trovita, Misty salva da un mulinello una bambina e il suo Seel. L’impresa è notata da Rudy, capopalestra nonché fratello della bambina, e, infatuatosi di Misty, le propone di rimanere sull’isola insieme a lui. L’allenatrice subisce inizialmente il fascino del giovane, e rimane in dubbio sul da farsi. Nel frattempo Ash si cimenta in una prova di qualificazione di tiro al bersaglio, che supera senza problemi. La sera stessa Tracey mostra per video al Professor Oak il disegno di un nuovo Pokémon ancora sconosciuto. La mattina seguente per la lotta in tre round con Rudy si decide di utilizzare i tipi Elettro, Erba e Acqua: Electabuzz sconfigge Pikachu, mentre Bulbasaur batte Exeggutor; invece nel finale Squirtle ha la meglio su Starmie grazie all’apprendimento di Idropompa e all’incitamento di Misty, che preferisce seguire Ash nelle sue avventure, con grande delusione di Rudy. Ash vince la medaglia Stella degli Abissi. |                   |                   |
| 104 | Quando trionfa l'amicizia 「ピカチュウVSニャース!?」 - Pikachu VS Nyarth!? – "Bound For Trouble" | 15 luglio 1999    | 26 ottobre 2000   |
| 104 | Ash, Misty e Tracey fanno tappa a Fairchild Island, isola deserta dove i Pokémon hanno assunto dimensioni giganti a causa della dieta ricca di frutti. Cadono subito vittima di un tranello del Team Rocket, che riesce stavolta a rapire Pikachu per poi legarlo a Meowth con uno speciale arnese. I due Pokémon però vengono a loro volta cacciati da un Pidgeot gigante che tenta di portarli al suo nido, ma i due riescono a fuggire. Inizia così un rocambolesco viaggio per l’isola in cui Pikachu e Meowth troveranno l’affiatamento per sconfiggere un Rhydon e faranno pian piano amicizia. Ash, Jessie e James, sempre sulle tracce dei propri compagni, riescono infine a ritrovarli giusto in tempo per salvarli da un attacco congiunto dei due Pokémon giganti, ma nel combattimento Jessie lascia ad Ash la chiave del congegno per liberare Pikachu e Meowth, che tornano ognuno al proprio schieramento. |                   |                   |
| 105 | Un nuovo sfidante 「リザードン！きみにきめた!!」 - Lizardon! Kimi ni kimeta!! – "Charizard Chills" | 22 luglio 1999    | 27 ottobre 2000   |
| 105 | Ash e i suoi amici, in groppa a Lapras in mezzo all’oceano, vengono quasi investiti da un ragazzo in motoscafo, Tad, che cerca proprio Ash, avendo sentito parlare di lui da Rudy, e lo sfida ad una lotta Pokémon. Fermatisi su Cleopatra Island, la sfida ha inizio: Tad usa Poliwrath, decorato dalla fascia di vincitore del proprio paese, mentre Ash sceglie Pikachu, che però perde. Ash allora decide di mandare in campo Charizard, che però come al solito non lo ascolta e finisce ferito dal Geloraggio di Poliwrath. Ash, sconfitto, si dedica tutta la notte anima a corpo alla cura di Charizard, la cui fiamma sta per spegnersi. Il Pokémon, commosso per l’affetto del ragazzo e per la sua dedizione, lo accetta finalmente come suo legittimo allenatore e insieme sconfiggeranno prima il Team Rocket e poi Tad in una rivincita contro Poliwrath. |                   |                   |
| 106 | Le brigate antincendio / La battaglia d'acqua Pokémon 「ひけしたいけつ！ゼニガメVSカメール」 - The Pokémon Water War | 29 luglio 1999    | 28 ottobre 2000   |
| 106 | Sull’isola di Ascorbia Ash e i suoi amici assistono all’incendio di un capannone e cercano di spegnere il fuoco, ma a risolvere la situazione è la brigata dei Wartortle del Capitano Aidan, pompieri professionisti. Il capitano invita i ragazzi alla stazione di allenamento, dove sono presenti anche le brigate Squirtle e Blastoise. Lo Squirtle di Ash si sente ferito nell’orgoglio perché superato dai Wartortle durante lo spegnimento dell’incendio e decide di partecipare agli allenamenti, ma durante le prove il Team Rocket rapisce tutta la brigata insieme a Pikachu. Il Venonat di Tracey riesce a localizzare il nascondiglio del trio mentre i Pokémon tartaruga si liberano grazie al gioco di squadra, e possono finalmente andare a domare le fiamme di un altro incendio e salvare insieme un bambino. Ash continua sulla costa verso la prossima città. |                   |                   |
| 107 | In cerca di cibo / Lotta per il cibo 「もえよ！カビゴン!!」 - Pokémon Food Fight | 5 agosto 1999     | 30 ottobre 2000   |
| 107 | È passata una settimana dalla loro avventura su Ascorbia e Ash, Misty e Tracey sono bloccati sull’isola di Butwal a causa di una forte corrente marina. Cercando piante commestibili per i Pokémon, i ragazzi disturbano Gulzar, allenatore di Pokémon d’Erba che sfida Ash ad una lotta, che però si interrompe perché la sfera Poké di Snorlax, chiamato in campo, si rompe. Gulzar indirizza il gruppo al Centro medico per Pokémon oltre la montagna e i ragazzi quindi si ingegnano per trasportare Snorlax fino a lì. Dopo una serie di peripezie, Ash riesce a raggiungere il centro, ma il Team Rocket trafuga il cibo per Pokémon appena spedito e ricatta la popolazione per avere Pikachu in cambio. Snorlax, svegliatosi infuriato, ingaggia battaglia con Meowth e il suo nuovo mecha, che però non può nulla contro il colosso. La sfera viene poi riparata e la corrente si placa così che Ash può ripartire. |                   |                   |
| 108 | Doppio incontro / Partita doppia 「タッグバトル！さいごのジム!!」 - Pokémon Double Trouble | 12 agosto 1999    | 31 ottobre 2000   |
| 108 | Sull’isola di Kumquat c’è la quarta e ultima palestra della Squadra Orange, ma i propositi di Ash sono disattesi dal Team Rocket, che con un gigantesco robot semina il panico sulla spiaggia della città. A intervenire e salvare la situazione è Luana, gestore di un albergo che aveva poco prima scambiato Ash per suo figlio. La donna è infatti il capopalestra dell’isola e accetta la sfida di Ash, proponendogli una lotta in doppio. Ash e Pikachu se la vedono contro Marowak e Alakazam, che sembrano avere la meglio, ma la strategia di Ash e l’affiatamento dei due Pokémon lo portano alla vittoria. Ash vince la medaglia Stella di Giada. |                   |                   |
| 109 | L'osservatore di Pokémon / Lo strano osservatore 「コイキング！しんかのひみつ!!」 - The Wacky Watcher | 19 agosto 1999    | 1º novembre 2000  |
| 109 | Ash, Misty e Tracey sono nei paraggi dell’isola di Rind quando incontrano a bordo di un sommergibile l’osservatore di Pokémon Quincy T. Quackenpoker, diretto all’isola per lo studio di un banco di Magikarp. I ragazzi decidono di seguirlo e aiutarlo nelle sue ricerche ed egli spiega loro come i Magikarp nascano nelle acque dell’isola per poi lasciarla una volta adulti e tornarci ogni anno per la riproduzione e l’evoluzione. Il Team Rocket pensa di rubarli per avere a disposizione un esercito di Gyarados, ma il piano fallisce miseramente quando essi si evolvono nel lago dell’isola. Tracey e Quackenpoker concludono i loro studi osservando i Gyarados lasciare l’isola. |                   |                   |
| 110 | L'alga curativa / Un'alga miracolosa 「ニョロモとカスミ」 - The Stun Spore Detour | 26 agosto 1999    | 2 novembre 2000   |
| 110 | Su un’isola deserta, durante l’osservazione di un Vileplume, Ash e Tracey finiscono nel suo fiore procurandosi una forte febbre a causa delle sue spore paralizzanti. Misty apprende dal Pokedex che il rimedio naturale è un’alga selvatica di nome Salveyo, che cresce sui fondali dei laghi nell’habitat dei Poliwag. Alla ricerca della stessa erba ci sono anche James e Meowth, poiché anche Jessie è nelle medesime condizioni di Ash e Tracey a causa di un Vileplume, e trovano proprio un Poliwag con l’alga Salveyo, ma lo attaccano senza successo. Misty poi lotta contro James, vincendo, per difendere il Pokémon, che la ripaga aiutandola a recuperare l’alga in un lago. Sulla via del ritorno Meowth e James tentano di ingannare Misty, ma nonostante ciò ella regala loro dell’alga per Jessie, che però, ingrata, decide di attaccare i ragazzi una volta che tutti sono guariti. Ash sconfigge Jessie e Misty cattura Poliwag. |                   |                   |
| 111 | L'Isola del Drago / Benvenuti a Pummelo! 「ウィナーズカップ！フルバトル６VS６!!」 - Hello Pummelo | 2 settembre 1999  | 3 novembre 2000   |
| 111 | Ash è finalmente arrivato all’Isola del Drago, ovvero Pummelo, dove avrà luogo la sfida finale contro l’imbattuto capo della squadra Orange, Drake, in una lotta sei contro sei. Purtroppo Snorlax non potrà combattere perché avendo recentemente mangiato, sta dormendo, quindi Ash decide di trasferirlo al Professor Oak e lo sostituisce con Tauros, col quale non ha mai lottato. Il giorno seguente l’incontro ha inizio su un campo di roccia e acqua: Drake sceglie Ditto mentre Ash sceglie Pikachu. Dopo un inizio difficile Pikachu ha la meglio sulla sua copia e successivamente Squirtle mette K.O. Onix con Idropompa. Nel terzo incontro Lapras affronta Gengar. |                   |                   |
| 112 | Una grande vittoria / Un finale a sorpresa 「ファイナルバトル！カイリューとうじょう!!」 - Enter The Dragonite | 9 settembre 1999  | 4 novembre 2000   |
| 112 | Sia Lapras che Gengar sono esausti, quindi avviene il cambio campo, che ora diventa sabbioso. Il Venusaur di Drake viene sconfitto da Tauros, mentre il Bulbasaur di Ash non riesce ad avere la meglio su Electabuzz, il quale viene poi atterrato da Charizard. Drake, rimasto con un solo Pokémon, manda in campo il suo asso nella manica, Dragonite, che sconfigge prima Charizard e poi Tauros, ma, ormai stanco, non riesce ad evitare l’astuzia e il Tuono di Pikachu. Ash batte Drake, vince il trofeo della Lega Orange ed entra nella Sala d’Onore insieme ai suoi Pokémon. |                   |                   |
| 113 | I pirati / Viva i Lapras! 「さよならラプラス！」 - Viva Las Lapras | 16 settembre 1999 | 6 novembre 2000   |
| 113 | Ash, Misty e Tracey stanno viaggiando come di consueto sul dorso di Lapras quando incontrano il branco di quest’ultimo, ma sono scacciati con ostilità. Al centro Pokémon dell’isola di Tarroco il Professor Oak spiega loro che è probabile abbiano avuto una brutta esperienza con gli umani, cosa confermata dall’Agente Jenny che parla di un gruppo di pirati guidati dal Capitano Crook che naviga nei paraggi. I ragazzi vogliono ritrovare il branco di Lapras ma si imbattono proprio in Crook che li sta cacciando coi suoi Tentacruel. Mentre Tracey va ad avvisare l’Agente Jenny, Misty e Ash combattono e sgominano i pirati (che verranno poi arrestati), con i Lapras finalmente convinti della buona fede e gentilezza dei ragazzi. Il Lapras di Ash viene accettato di nuovo nel branco e dice addio ai suoi amici. |                   |                   |
| 114 | L'isola abbandonata / Missione Electrode 「マルマインだいばくは!?」 - The Underground Round Up | 23 settembre 1999 | 7 novembre 2000   |
| 114 | All’isola di Hamlin Ash deve prendere il traghetto per Pallet, ma la città è completamente deserta. I ragazzi scoprono che degli Electrode la abitano in gran numero, avendo reso impossibile per gli abitanti conviverci a causa delle loro esplosioni in un ambiente così ristretto. Uno scienziato infatti aveva allevato questi Pokémon per un esperimento sull’elettricità ma una volta scappati hanno trovato un habitat favorevole per la loro riproduzione. Poncho, un uomo incaricato di liberare la città dagli Electrode, li conduce grazie alle gallerie sotterranee dei suoi Diglett in una prateria fuori città, ma il sindaco opta improvvisamente per una soluzione più drastica: ingaggiare il Team Rocket per far esplodere quanti più esemplari possibili. Il gruppo di allenatori non può stare a guardare e sconfigge il Team, per poi portare con successo tutti gli Electrode nella prateria. La città torna abitata e Ash, Misty e Tracey prendono finalmente il traghetto per Pallet. |                   |                   |
| 115 | Ritorno a casa / Ritorno a Biancavilla 「かえってきたマサラタウン！」 - A Tents Situation | 30 settembre 1999 | 8 novembre 2000   |
| 115 | Di ritorno a Pallet, Ash scopre che ad aspettarlo a casa, oltre che la madre Delia e Mimey, c’è anche Brock, che ha misteriosamente lasciato le isole Orange per un non ben precisato trauma riguardante la Professoressa Ivy. Il ragazzo si ricorda che deve portare al Professor Oak la Sfera GS, motivo originario per il quale era andato nell’arcipelago, e una volta lì Tracey fa finalmente la conoscenza del professore, che lo loda per i suoi disegni. Il Team Rocket ha seguìto Ash anche fino al laboratorio, che tenta di impacchettare con un enorme telo, e sta quasi per vincere e trafugare tutte le sfere Poké quando a salvare il gruppo arriva Gary col suo Nidoqueen, che spazza via il trio. I due rivali iniziano a litigare come al solito e allora Ash sfida Gary ad una lotta. |                   |                   |
| 116 | Una nuova partenza / La rivalità ritrovata 「ライバルたいけつ！サトシVSシゲル!!」 - The Rivalry Revival | 7 ottobre 1999    | 9 novembre 2000   |
| 116 | La sfida tra Ash e Gary è una lotta uno contro uno dove si affronteranno Pikachu ed Eevee. Il Pokémon di Gary è di un livello troppo alto per Pikachu, che risulta sconfitto in un solo colpo. Deluso dall’esito, Ash viene a sapere da Misty che il rivale è partito verso ovest alla volta della regione di Johto, quindi anch’egli decide di partire per un nuovo viaggio per la medesima Lega. Il caso vuole che il Professor Oak non sia riuscito a scoprire molto sulla Sfera GS e chieda ad Ash di dirigersi proprio a Johto da un esperto di PokéBall, Franz, che abita ad Azalina. Oak consiglia quindi ai ragazzi di dirigersi a Borgo Foglianova e consegna ad Ash un nuovo aggiornato Pokédex. Jessie e James si travestono da giornalisti e irrompono in casa per rapire Pikachu, ma vengono fermati dal Scyther e dal Marill di Tracey, il quale resterà a Pallet nel ruolo di assistente di Oak al laboratorio. |                   |                   |

### Pocket Monsters Gold and Silver
Secondo l'ordine originale giapponese questa stagione si conclude con l'episodio 274, Una nuova meta, ricoprendo il viaggio di Ash, Misty e Brock nella regione di Johto; in Occidente, e quindi in Italia, gli ultimi episodi, da Ritorno a casa in poi, compongono invece la prima parte della serie successiva Pokémon Advanced, che rappresenta la nuova stagione di terza generazione con il viaggio di Ash nella regione di Hoenn.
| Nº  | Titolo italiano Giapponese 「Kanji」 - Rōmaji | In onda           | In onda                         |
| Nº  | Titolo italiano Giapponese 「Kanji」 - Rōmaji | Giapponese        | Italiano                        |
| 117 | Un'iscrizione difficile / Il Totodile rubato 「ワカバタウン！はじまりをつげるかぜのふくまち！」 - Don't Touch That 'Dile | 14 ottobre 1999   | 4 marzo 2001                    |
| 117 | Ash e i suoi amici giungono a Borgo Foglianova ed incontrano il Professor Elm. Il ragazzo vede il Pokémon leggendario Suicune. |                   |                                 |
| 118 | Una giovane Allenatrice / Il doppio scontro 「ルーキーのチコリータ！」 - The Double Trouble Header | 21 ottobre 1999   | 4 marzo 2001                    |
| 118 | Ash incontra l'allenatrice Casey. |                   |                                 |
| 119 | L'equilibrio naturale / L'armonia naturale 「げきとつ！へラクロスVSカイロス!!」 - A Sappy Ending | 28 ottobre 1999   | 4 marzo 2001                    |
| 119 | Ash cattura Heracross. |                   |                                 |
| 120 | Avventura fra le rocce / Avanti, Pokémon 「ドンファンのたに！」 - Roll On, Pokémon | 4 novembre 1999   | 4 marzo 2001                    |
| 120 | Prima apparizione di Donphan. |                   |                                 |
| 121 | La foresta delle illusioni / Illusione e confusione! 「ホーホーとあやしいもり！」 - Illusion Confusion | 11 novembre 1999  | 5 marzo 2001                    |
| 121 | Prima apparizione di Hoothoot. |                   |                                 |
| 122 | Il potere della danza 「キレイハナのバトルダンシング！」 - Flower Power | 18 novembre 1999  | 6 marzo 2001                    |
| 122 | Prima apparizione di Bellossom. |                   |                                 |
| 123 | Nelle maglie della giustizia / L'attacco di Spinarak 「イトマル！だいそうさせん!!」 - Spinarak Attack | 25 novembre 1999  | 7 marzo 2001                    |
| 123 | Prima apparizione di Spinarak. |                   |                                 |
| 124 | Credi sempre in te stesso / Una Snubbull molto snob 「ブルーのかれいなせいかつ!?」 - Snubbull Snobbery | 2 dicembre 1999   | 8 marzo 2001                    |
| 124 | Prima apparizione di Snubbull. Il Pokémon seguirà i membri del Team Rocket per 51 episodi, soprattutto per mordere la coda di Meowth. |                   |                                 |
| 125 | Il Pokémon smarrito / Un amico da salvare 「オドシシ！まぼろしのもり!?」 - The Little Big Horn | 9 dicembre 1999   | 9 marzo 2001                    |
| 125 | Prima apparizione di Stantler. |                   |                                 |
| 126 | Un Chikorita da salvare / Il salvataggio del Chikorita 「いじっぱりのチコリータ!!」 - The Chikorita Rescue | 16 dicembre 1999  | 12 marzo 2001                   |
| 126 | Ash cattura Chikorita. |                   |                                 |
| 127 | Cerimonia al chiaro di luna / Le cascate di Blue Moon 「ヌオーとＧＳボール!?」 - Once in a Blue Moon | 23 dicembre 1999  | 13 marzo 2001                   |
| 127 | Prima apparizione di Quagsire. |                   |                                 |
| 128 | Il fischietto 「レディバのふえ！」 - The Whistle Stop | 1º gennaio 2000   | 14 marzo 2001                   |
| 128 | Prima apparizione di Ledyba. |                   |                                 |
| 129 | Vecchie conoscenze / L'ingenuità di Blissey 「ハピナスのハッピーナース！」 - Ignorance is Blissey | 6 gennaio 2000    | 15 marzo 2001                   |
| 129 | Prima apparizione di Blissey. |                   |                                 |
| 130 | La torre / Un incontro alla Torre Sprout 「だいピンチ！マダツボミのとう！」 - A Bout With Sprout | 13 gennaio 2000   | 19 marzo 2001                   |
| 131 | Un incontro importante / Aria contro fuoco 「キキョウジム！おおぞらのたたかい!!」 - Fighting Flyer with Fire! | 20 gennaio 2000   | 16 marzo 2001                   |
| 131 | Ash sconfigge il capopalestra Valerio. |                   |                                 |
| 132 | Pianti e rimpianti / Un fiume di lacrime 「なきむしマリル！」 - For Crying Out Loud | 27 gennaio 2000   | 20 marzo 2001                   |
| 132 | Misty tenta di catturare un Marill. |                   |                                 |
| 133 | Guida pericolosa / L'inarrestabile Arboarmato 「ばくそう！オタチ＆トゲピー!!」 - Tanks Alot | 3 febbraio 2000   | 21 marzo 2001                   |
| 133 | Prima apparizione di Sentret. |                   |                                 |
| 134 | La Valle dei Draghi / Le brucianti ambizioni di Charizard 「リザードンのたに！またあうひまで!!」 - Charizard's Burning Ambition | 10 febbraio 2000  | 22 marzo 2001                   |
| 134 | Ash lascia il suo Charizard nella Valle dei Draghi. |                   |                                 |
| 135 | Un sorriso per vincere / Un sorriso per la vittoria! 「だいパニック！キマワリコンテスト!!」 - Grin to Win | 17 febbraio 2000  | 22 marzo 2001                   |
| 135 | Prima apparizione di Sunflora. |                   |                                 |
| 136 | Piccole gelosie / La gelosia di Chikorita 「チコリータはごきげんななめ!?」 - Chikorita's Big Upset | 24 febbraio 2000  | 23 marzo 2001                   |
| 137 | Il tornado / Amici nella tormenta! 「ハネッコはねた！だいそうげんのたたかい!!」 - Foul Weather Friends | 2 marzo 2000      | 26 marzo 2001                   |
| 137 | Prima apparizione di Hoppip. |                   |                                 |
| 138 | Supereroi / Il segreto del supereroe 「なぞのスーパーヒーロー！グライガーマンとうじょう!!」 - The Superhero Secret | 9 marzo 2000      | 27 marzo 2001                   |
| 138 | Prima apparizione di Gligar. |                   |                                 |
| 139 | Un soffice amico / Un Pokémon dolce e mansueto 「メリープとまきばのしょうじょ」 - Mild'n Wooley | 16 marzo 2000     | 28 marzo 2001                   |
| 139 | Prima apparizione di Mareep. |                   |                                 |
| 140 | Incontri virtuali / Battaglia virtuale 「バトルしようぜ！ハッサムVSへラクロス!!」 - Wired For Battle | 23 marzo 2000     | 29 marzo 2001                   |
| 140 | Prima apparizione di Scizor. |                   |                                 |
| 141 | Un prezioso alleato / Sfida all'ultimo Cyndaquil 「ヒノアラシ！ゲットだぜ!!」 - Good 'Quil Hunting | 30 marzo 2000     | 30 marzo 2001                   |
| 141 | Ash cattura Cyndaquil. |                   |                                 |
| 142 | Tempo di siccità / I maghi della pioggia 「ヒワダタウン！ヤドンのいど!!」 - A Shadow of a Drought | 6 aprile 2000     | 2 aprile 2001                   |
| 142 | Ash e i suoi amici giungono ad Azalina e incontrano Franz. |                   |                                 |
| 143 | Uno strano frutto / La raccolta delle Ghicocche 「クヌギダマとボングリのみ！うらやまのたたかい!!」 - Goin' Apricorn | 13 aprile 2000    | 3 aprile 2001                   |
| 143 | Ash lascia la Sfera GS a Franz e in cambio il gruppo riceve tre Rapid Ball. Brock usa la sua per catturare Pineco. |                   |                                 |
| 144 | Una palestra immersa nel verde / Sfida all'ultimo round 「ヒワダジム！もりのバトルフィールド!!」 - Gettin' The Bugs Out | 20 aprile 2000    | 4 aprile 2001                   |
| 144 | Ash sconfigge il capopalestra Raffaello. Il ragazzo e Misty ottengono due Esca Ball, mentre Brock riceve una Peso Ball. |                   |                                 |
| 145 | Spirito di squadra / L'unione fa la forza / La storia di Farfetch'd 「ウバメのもり！カモネギをさがせ!!」 - A Farfetch'd Tale | 27 aprile 2000    | 5 aprile 2001                   |
| 146 | La fiera / I trucchi del mestiere 「ソーナンスとポケモンこうかんかい!!」 - Tricks Of The Trade | 4 maggio 2000     | 6 aprile 2001                   |
| 146 | Jessie scambia il suo Lickitung per un Wobbuffet. |                   |                                 |
| 147 | Pompieri provetti / La squadra antincendio 「もえろゼニガメだん！ほのおのように!!」 - The Fire-ring Squad | 11 maggio 2000    | 9 aprile 2001                   |
| 147 | Ash lascia Squirtle insieme all'Agente Jenny. |                   |                                 |
| 148 | Così piccoli eppure così forti / Piccoli grandi Wooper 「ウパーがいっぱい！」 - No Big Woop | 18 maggio 2000    | 10 aprile 2001                  |
| 148 | Prima apparizione di Wooper. |                   |                                 |
| 149 | La galleria / La galleria degli Onix 「プリンVSブルー！」 - Tunnel Vision | 25 maggio 2000    | 11 aprile 2001                  |
| 150 | Furti misteriosi 「ダークポケモン・デルビル」 - Hour of the Houndour | 1º giugno 2000    | 12 aprile 2001                  |
| 150 | Prima apparizione di Houndour. |                   |                                 |
| 151 | Duello fra amici / La battaglia per il Totodile 「ワニノコはだれのもの!?サトシVSカスミ！」 - The Totodile Duel | 8 giugno 2000     | 13 aprile 2001                  |
| 151 | Ash cattura Totodile. Il Poliwag di Misty si evolve in Poliwhirl. |                   |                                 |
| 152 | Sfide e rivincite / La prova del fuoco 「エアームドVSヒノアラシ！はがねのつばさ!!」 - Hot Matches | 15 giugno 2000    | 16 aprile 2001                  |
| 152 | Prima apparizione di Skarmory. |                   |                                 |
| 153 | Colpo di fulmine / L'amore secondo Totodile 「おどれワニノコ！あいのステップを!!」 - Love, Totodile Style | 22 giugno 2000    | 17 aprile 2001                  |
| 153 | Prima apparizione di Azumarill. |                   |                                 |
| 154 | Ride bene chi ride ultimo / Le regole del gioco 「いろちがいのヨルノズク！ゲットだぜ!!」 - Fowl Play | 29 giugno 2000    | 18 aprile 2001                  |
| 154 | Ash cattura Noctowl cromatico. |                   |                                 |
| 155 | La tregua / Nemici amici 「リングマでドッキリ!!」 - Forest Grumps | 6 luglio 2000     | 19 aprile 2001                  |
| 155 | Prima apparizione di Ursaring. |                   |                                 |
| 156 | Questione di telepatia 「キリンリキ！エスパーポケモンのむら！」 - The Psychic Sidekicks | 13 luglio 2000    | 20 aprile 2001                  |
| 156 | Prima apparizione di Girafarig. |                   |                                 |
| 157 | Il libro / Premonizioni 「ポケモンうらない!?だいらんせん！」 - The Fortune Hunters | 27 luglio 2000    | 20 aprile 2001                  |
| 158 | Una grande occasione 「コガネジム！スピード＆パワー!?」 - A Goldenrod Opportunity | 3 agosto 2000     | 5 novembre 2001                 |
| 158 | Ash tenta invano di sconfiggere la capopalestra Chiara. |                   |                                 |
| 159 | Latte per tutti 「ミルタンク！リベンジバトル!!」 - A Dairy Tale Ending | 10 agosto 2000    | 7 novembre 2001                 |
| 159 | Ash sconfigge Chiara. |                   |                                 |
| 160 | In onda! 「ラジオとうのたたかい！じくうをこえて!!」 - Air Time | 17 agosto 2000    | 9 novembre 2001                 |
| 161 | Caccia ai coleotteri 「むしとりたいかい！しぜんこうえんでゲットだぜ!!」 - The Bug Stops Here | 24 agosto 2000    | 12 novembre 2001                |
| 161 | Ash incontra di nuovo l'allenatrice Casey e i due partecipano alla Gara Pigliamosche. Il Chikorita della ragazza si evolve in Bayleef. Ash vince la gara catturando un Beedrill, che regala a Casey, e riceve una Pietrasolare.                                                                                        |                   |                                 |
| 162 | Il Pokémon della discordia 「ウソッキーはどこにいる!?」 - Type Casting | 31 agosto 2000    | 14 novembre 2001                |
| 162 | Prima apparizione di Sudowoodo. |                   |                                 |
| 163 | Jurassic Pokémon 「こだいポケモンパーク！アルフのいせき!!」 - Fossil Fools | 7 settembre 2000  | 16 novembre 2001                |
| 164 | Una tradizione di famiglia 「ポッポやのでんしょポッポ！」 - Carrying On | 14 settembre 2000 | 19 novembre 2001                |
| 165 | Ma che bel castello! 「ズバットのやかた！きけんなめいろ!!」 - Hassle In The Castle | 21 settembre 2000 | 21 novembre 2001                |
| 165 | Lo Zubat di Brock si evolve in Golbat. |                   |                                 |
| 166 | I lottatori 「カポエラーVSフシギダネ！かくとうたいけつ!!」 - Two Hits and a Miss | 28 settembre 2000 | 23 novembre 2001                |
| 166 | Prima apparizione di Hitmontop. |                   |                                 |
| 167 | Una fonte di guai 「ジャングルのさんびき！おんせんバトル!!」 - A Hot Water Battle | 5 ottobre 2000    | 26 novembre 2001                |
| 167 | Prima apparizione di Aipom. |                   |                                 |
| 168 | Una dolce vittoria 「アズマオウ！フィッシングバトル!!」 - Hook, Line and Stinker | 12 ottobre 2000   | 28 novembre 2001                |
| 168 | Misty vince la Gara di Cattura di Seaking. |                   |                                 |
| 169 | Il concorso di bellezza 「さよならロコン！ポケモンビューティーコンテスト!!」 - Beauty and the Breeder | 19 ottobre 2000   | 30 novembre 2001                |
| 169 | Brock restituisce Vulpix alla sua padrona. |                   |                                 |
| 170 | Come domare un Pokémon 「ツボツボVSマダツボミ」 - A Better Pill to Swallow | 26 ottobre 2000   | 3 dicembre 2001                 |
| 170 | Prima apparizione di Shuckle. |                   |                                 |
| 171 | Blackout 「ブラッキー！やみよのたたかい!!」 - Power Play | 2 novembre 2000   | 5 dicembre 2001                 |
| 171 | Prima apparizione dell'Umbreon di Gary, evoluzione del suo Eevee. |                   |                                 |
| 172 | Lassù sulla montagna 「レディアン！かぜのたにをこえて!!」 - Mountain Time | 9 novembre 2000   | 7 dicembre 2001                 |
| 172 | Prima apparizione di Ledian. |                   |                                 |
| 173 | La sagra 「ソーナンスのむら!?」 - Wobbu-palooza | 16 novembre 2000  | 10 dicembre 2001                |
| 174 | Imitazioni 「めざせメタモンマスター！イミテふたたび!!」 - Imitation Confrontation | 23 novembre 2000  | 12 dicembre 2001                |
| 175 | Il Pokémon ritrovato 「ニャースとブルーとグランブル!?」 - Trouble With Snubbull | 30 novembre 2000  | 14 dicembre 2001                |
| 175 | Snubbull si evolve in Granbull e ritorna dalla sua padrona. |                   |                                 |
| 176 | L'Accademia dei ninja 「アリアドス！にんぽうバトル!!」 - Ariados Amigos | 7 dicembre 2000   | 17 ottobre 2002                 |
| 176 | Prima apparizione di Ariados. |                   |                                 |
| 177 | Un Pokémon indisciplinato 「はばたけヤンヤンマ！あしたのそらへ!!」 - Wings 'N' Things | 14 dicembre 2000  | 18 ottobre 2002                 |
| 177 | Prima apparizione di Yanma. |                   |                                 |
| 178 | Un torneo speciale 「ポポッコ！くさポケモンバトル!!」 - The Grass Route | 21 dicembre 2000  | 17 dicembre 2001                |
| 178 | Ash prende parte al Torneo d'Erba, ma perde in finale contro Ephraim. Prima apparizione di Skiploom. |                   |                                 |
| 179 | Il tempo delle mele 「ピカチュウとピチュー！」 - The Apple Corp | 4 gennaio 2001    | 22 ottobre 2002                 |
| 179 | Prima apparizione di Pichu. |                   |                                 |
| 180 | Una consegna speciale 「ヘルガーとトゲピー！」 - Houndoom's Special Delivery | 11 gennaio 2001   | 23 ottobre 2002                 |
| 180 | Prima apparizione di Houndoom e del Pokémon leggendario Raikou. |                   |                                 |
| 181 | La torre di latta 「やけたとう！マツバとうじょう!!」 - A Ghost Of A Chance | 18 gennaio 2001   | 21 dicembre 2001                |
| 181 | Ash incontra Angelo. |                   |                                 |
| 182 | Una tappa importante 「エンジュジム！ゴーストバトル!!」 - From Ghost to Ghost | 25 gennaio 2001   | 25 ottobre 2002                 |
| 182 | Ash sconfigge il capopalestra Angelo. |                   |                                 |
| 183 | La cerimonia del tè 「イーブイ５しまい！おちゃかいでバトル!!」 - Trouble's Brewing | 1º febbraio 2001  | 28 ottobre 2002                 |
| 183 | Ash e i suoi amici incontrano l'allenatrice Sakura, la più giovane delle Kimono Girl. |                   |                                 |
| 184 | Non è tutto oro quel che luccica 「ヤミカラス！うばわれたバッジ!!」 - All That Glitters | 8 febbraio 2001   | 29 ottobre 2002                 |
| 184 | Prima apparizione di Murkrow. |                   |                                 |
| 185 | Un misterioso arcobaleno 「テッポウオのそら！」 - The Light Fantastic | 15 febbraio 2001  | 30 ottobre 2002                 |
| 185 | Prima apparizione di Remoraid. |                   |                                 |
| 186 | Un orsetto dispettoso 「ヒメグマのひみつ！」 - UnBEARable | 22 febbraio 2001  | 31 ottobre 2002                 |
| 186 | Prima apparizione di Teddiursa. |                   |                                 |
| 187 | Nozze d'oro 「こおったヒマナッツのなぞ!!」 - Moving Pictures | 1º marzo 2001     | 4 novembre 2002                 |
| 187 | Todd torna a far parte del gruppo e vede il Pokémon leggendario Articuno. Ash usa la Pietrasolare su un Sunkern che si evolve in Sunflora. |                   |                                 |
| 188 | A caccia di sorgenti 「ここほれウリムー！おんせんをさがせ!!」 - Spring Fever | 8 marzo 2001      | 5 novembre 2002                 |
| 188 | Prima apparizione di Swinub. |                   |                                 |
| 189 | La fotografia 「フリーザーVSプリン！ふぶきのなかで!!」 - Freeze Frame | 15 marzo 2001     | 6 novembre 2002                 |
| 189 | Todd fotografa Articuno e si separa di nuovo dal gruppo. |                   |                                 |
| 190 | Le pietre rubate 「ウインディとほのおのいし！」 - The Stolen Stones | 22 marzo 2001     | 7 novembre 2002                 |
| 191 | Baratto con inganno 「ノコッチはのこっちない!?」 - The Dunsparce Deception | 29 marzo 2001     | 8 novembre 2002                 |
| 191 | Prima apparizione di Dunsparce. |                   |                                 |
| 192 | Pokémon in gabbia 「ソーナンス！そうなんす?」 - The Wayward Wobbuffet | 5 aprile 2001     | 11 novembre 2002                |
| 192 | Il Team Rocket rinchiude Pikachu in una gabbia indistruttibile. La chiave però viene affidata a Wobbuffet. |                   |                                 |
| 193 | Colpi di sonno 「タケシたおれる！あぶないキャンプ!!」 - Sick Daze | 12 aprile 2001    | 12 novembre 2002                |
| 194 | Pesi massimi 「オーダイルVSカメックス！すもうバトル!!」 - The Ring Masters | 19 aprile 2001    | 13 novembre 2002                |
| 194 | Ash vince il Campionato di Sumo dei Pokémon, ottenendo come primo premio una Roccia di Re. Prima apparizione di Feraligatr. |                   |                                 |
| 195 | L'uomo che sussurrava ai Pokémon 「ポケモンとはなせます!?ポケモンのことばポケモンのきもち！」 - The Poké Spokesman | 26 aprile 2001    | 14 novembre 2002                |
| 196 | La maschera e lo scettro 「ゴルバットVSかめんのじょおうムサシ！いせきのたたかい!!」 - Control Freak | 3 maggio 2001     | 15 novembre 2002                |
| 196 | Il Golbat di Brock si evolve in Crobat. |                   |                                 |
| 197 | Pokémon artisti 「ドーブルのきせき!!あさひのなかでかがやいて！」 - The Art Of Pokémon | 10 maggio 2001    | 18 novembre 2002                |
| 197 | Prima apparizione di Smeargle. |                   |                                 |
| 198 | Una fidanzata per Brock 「ニドリーノニドリーナ！タケシのバラいろのひび!?」 - The Heartbreak of Brock | 17 maggio 2001    | 19 novembre 2002                |
| 199 | Avventure elettrizzanti 「さよならチコリータ!?でんきのラビリンス！」 - Current Events | 24 maggio 2001    | 20 novembre 2002                |
| 199 | Il Chikorita di Ash si evolve in Bayleef. |                   |                                 |
| 200 | Problemi evolutivi 「ベイリーフはどこへいった!? ハーブばたけでつかまえて！」 - Turning Over a New Bayleef | 31 maggio 2001    | 21 novembre 2002                |
| 200 | Bayleef, appena evolutosi, non riesce a controllare la propria forza e causa un incidente che gli costa un deciso rimprovero da parte di Ash. Il Pokémon, sentendosi rifiutato, scappa e pensa di stabilirsi presso un'anziana signora.                                                                                |                   |                                 |
| 201 | Timidezza, addio! 「ネイティうらない！みらいよちのしんぴ!!」 - Doin' What Comes Natu-rally! | 7 giugno 2001     | 22 novembre 2002                |
| 201 | Prima apparizione di Natu. |                   |                                 |
| 202 | La gara di mongolfiere 「ポケモンききゅうだいレース！あらしをこえて!!」 - The Big Balloon Blow-Up | 14 giugno 2001    | 25 novembre 2002                |
| 203 | Una star dal cuore tenero 「ムチュールにもうむちゅう!!スーパースターはポケモンがおすき？」 - The Screen Actor's Guilt | 21 giugno 2001    | 26 novembre 2002                |
| 203 | Prima apparizione di Smoochum. |                   |                                 |
| 204 | L'inafferrabile Rhydon 「なみのりサイドンをおえ!?みずうみのたたかい！」 - Right on, Rhydon! | 28 giugno 2001    | 27 novembre 2002                |
| 205 | Guai sul dirigibile 「カクレオンはどこにいる!?みえないポケモンにだいこんらん！」 - The Kecleon Caper! | 5 luglio 2001     | 28 novembre 2002                |
| 205 | Prima apparizione di Kecleon, Pokémon della terza generazione. |                   |                                 |
| 206 | Un'infermiera speciale 「みずポケモンぎらいのジョーイさん!?カスミのいかり！」 - The Joy of Water Pokémon | 12 luglio 2001    | 29 novembre 2002                |
| 207 | L'oasi segreta 「せいぼミルタンク！さばくのひみつ！」 - Got Miltank? | 19 luglio 2001    | 2 dicembre 2002                 |
| 208 | Avventure al faro! 「かがやきのとうだい！アサギシティのたたかい!!」 - Fight for the Light | 26 luglio 2001    | 3 dicembre 2002                 |
| 208 | Ash incontra Jasmine. |                   |                                 |
| 209 | Una prova di forza 「タンバジム！まっこうしょうぶかくとうたいけつ!!」 - Machoke, Machoke Man | 2 agosto 2001     | 4 dicembre 2002                 |
| 209 | Ash sconfigge il capopalestra Furio. |                   |                                 |
| 210 | Prima tappa sulle isole 「うずまきれっとう！あらたなるちょうせん!!」 - Around the Whirlpool | 9 agosto 2001     | 29-30 settembre 2003            |
| 210 | Ash e i suoi amici raggiungono le Isole Vorticose. |                   |                                 |
| 211 | Sempre più in alto 「ポッポとデカポッポ！まだみぬそらへ!!」 - Fly Me To The Moon | 16 agosto 2001    | 1º-2 ottobre 2003               |
| 212 | La parata 「たびだてうみへ！チョンチーぎょうれつ!!」 - Takin' It on the Chinchou! | 23 agosto 2001    | 3-6 ottobre 2003                |
| 212 | Prima apparizione di Chinchou. |                   |                                 |
| 213 | I Pokémon dispersi 「サニーゴでアミーゴ！おうがんとうのたいけつ!!」 - A Corsola Caper | 30 agosto 2001    | 7-8 ottobre 2003                |
| 213 | Misty cattura Corsola. |                   |                                 |
| 214 | Caccia al tesoro 「マンタインとちんぼつせん!!なぞのポケモンのひみつ！」 - Mantine Overboard! | 6 settembre 2001  | 9-10 ottobre 2003               |
| 214 | Ash aiuta una ragazza, Luka, a recuperare l'Ala d'Argento del bisnonno, andata perduta negli abissi. Prima apparizione di Mantine. |                   |                                 |
| 215 | Il Pokémon messo da parte 「オクタンとテッポウオ！うずまきカップよせん!!」 - Octillery The Outcast! | 13 settembre 2001 | 13-14 ottobre 2003              |
| 215 | Ash e Misty si qualificano per il tabellone principale della Coppa Vortice. Prima apparizione di Octillery. |                   |                                 |
| 216 | La prima fase 「うずまきカップ！みずのコロシアムでだいバトル!!」 - Dueling Heroes | 20 settembre 2001 | 15-16 ottobre 2003              |
| 216 | Ash e Misty superano il primo turno della competizione. Prima apparizione di Qwilfish e di Kingdra. |                   |                                 |
| 217 | La seconda fase 「サトシVSカスミ！うずまきカップさいごのたたかい!!」 - The Perfect Match | 27 settembre 2001 | 17-20 ottobre 2003              |
| 217 | Misty sconfigge Ash al secondo turno, ma perde negli ottavi di finale contro Trinity. |                   |                                 |
| 218 | Un villaggio da difendere 「ディグダのむらをまもれ！おとしあなだいさくせん!?」 - Plant It Now...Diglett Later | 4 ottobre 2001    | 21-22 ottobre 2003              |
| 219 | L'isola dei gioielli d'argento 「ぎんいろのはねのでんせつ！ぎんがんとうのたたかい!!」 - Hi Ho Silver...Away! | 11 ottobre 2001   | 23-24 ottobre 2003              |
| 220 | Il Pokémon misterioso 「なぞのポケモンX!!」 - The Mystery is History! | 18 ottobre 2001   | 27-28 ottobre 2003              |
| 220 | Ash incontra di nuovo Richie e Luka. Prima apparizione di Lanturn e del Pokémon leggendario Lugia. |                   |                                 |
| 221 | I Pokémon infuriati 「とらわれのルギア！」 - A Parent Trapped! | 25 ottobre 2001   | 29-30 ottobre 2003              |
| 221 | Il Charmander di Richie, Zippo, si è evoluto in Charmeleon. |                   |                                 |
| 222 | Una promessa è una promessa 「ルギアとのやくそく！」 - A Promise is a Promise | 1º novembre 2001  | 31 ottobre-3 novembre 2003      |
| 222 | Richie e Luka si separano dal gruppo. |                   |                                 |
| 223 | Un volo difficoltoso 「とべホーホーごう！アサギをめざし!!」 - Throwing in the Noctowl! | 8 novembre 2001   | 4-5 novembre 2003               |
| 224 | Nervi d'acciaio 「アサギジム！VSハガネール!!」 - Nerves of Steelix | 15 novembre 2001  | 6-7 novembre 2003               |
| 224 | Ash sconfigge la capopalestra Jasmine. Prima apparizione di Steelix. |                   |                                 |
| 225 | L'ambasciatore di pace 「さよならフシギダネ！オーキドていのぼうけん!!」 - Bulbasaur... the Ambassador! | 22 novembre 2001  | 10-11 novembre 2003             |
| 225 | Ash lascia il suo Bulbasaur nel laboratorio del Professor Oak. |                   |                                 |
| 226 | Non c'è quattro senza cinque 「エーフィとサクラ！エンジュシティふたたび!!」 - Espeon Not Included! | 29 novembre 2001  | 12-13 novembre 2003             |
| 226 | Prima apparizione di Espeon, evoluzione dell'Eevee di Sakura. |                   |                                 |
| 227 | I campanelli rubati 「スイクンとミナキ！ホウオウのでんせつ!!」 - For Ho-Oh the Bells Toll | 6 dicembre 2001   | 14-17 novembre 2003             |
| 227 | Ash incontra nuovamente Angelo e fa la conoscenza di Eugenius. |                   |                                 |
| 228 | Una gara fuori programma 「ポケモンライドでつっぱしれ!!」 - Extreme Pokémon! | 13 dicembre 2001  | 18-19 novembre 2003             |
| 228 | Ash vince la Grande Gara di Pokémon Estremo e ottiene un uovo di Pokémon. |                   |                                 |
| 229 | Lo strano caso dell'Uovo scomparso 「めいたんていジュンサー！きえたタマゴのなぞ!!」 - An Egg-Sighting Adventure! | 20 dicembre 2001  | 20-21 novembre 2003             |
| 229 | Prima apparizione di Jumpluff. |                   |                                 |
| 230 | Il lieto evento 「タマゴ、かえる」 - Hatching a Plan! | 27 dicembre 2001  | 24-25 novembre 2003             |
| 230 | L'uovo si schiude e nasce Phanpy. |                   |                                 |
| 231 | Povero Team Rocket... 「ロケットだんとデリバード！」 - Dues and Don'ts | 10 gennaio 2002   | 26-27 novembre 2003             |
| 231 | Jessie, James e Meowth scoprono di essere stati espulsi dal Team Rocket tempo addietro a causa degli innumerevoli debiti insoluti a fronte dei molti prestiti. Vengono riammessi nell'organizzazione vista la mancanza di personale e a patto che saldino ogni debito. Prima apparizione del Delibird del Team Rocket. |                   |                                 |
| 232 | Un'attesa infinita 「きりのなかのキュウコン！」 - Just Waiting On A Friend | 17 gennaio 2002   | 28 novembre-1º dicembre 2003    |
| 233 | Il potere dell'amicizia 「バルキーとからておうノブヒコ！」 - A Tyrogue Full of Trouble | 24 gennaio 2002   | 2-3 dicembre 2003               |
| 233 | Prima apparizione di Tyrogue. |                   |                                 |
| 234 | Vedo e prevedo 「ネイティオのだいよげん！」 - Xatu the Future | 31 gennaio 2002   | 4-5 dicembre 2003               |
| 234 | Prima apparizione di Xatu. |                   |                                 |
| 235 | Un progetto malvagio (prima parte) 「ワタルとあかいギャラドス！」 - Talkin' 'Bout an Evolution | 7 febbraio 2002   | 9-10 dicembre 2003              |
| 235 | Ash incontra Lance. |                   |                                 |
| 236 | Un progetto malvagio (seconda parte) 「あかいギャラドスのいかり！」 - Rage Of Innocence | 14 febbraio 2002  | 11-12 dicembre 2003             |
| 236 | Lance cattura il Gyarados rosso. Ash incontra Alfredo. |                   |                                 |
| 237 | Freddo come il ghiaccio 「イノムーとふゆのヤナギ！」 - Cold as Pryce! | 21 febbraio 2002  | 15-16 dicembre 2003             |
| 237 | Prima apparizione di Piloswine. |                   |                                 |
| 238 | Un incontro glaciale 「チョウジジム！こおりのたたかい！」 - Nice Pryce Baby | 28 febbraio 2002  | 17-18 dicembre 2003             |
| 238 | Ash sconfigge il capopalestra Alfredo. |                   |                                 |
| 239 | Secondo il vento che tira 「キレイハナとラフレシア！そうげんのへいわ！」 - Whichever Way the Wind Blows! | 7 marzo 2002      | 19-22 dicembre 2003             |
| 240 | Rivalità 「マグカルゴ！あついこころでゲットだぜ!!」 - Some Like it Hot! | 14 marzo 2002     | 23-24 dicembre 2003             |
| 240 | Prima apparizione di Magcargo. |                   |                                 |
| 241 | La maga 「ポケモンまほうでだいへんしん!?」 - Hocus Pokémon | 21 marzo 2002     | 29-30 dicembre 2003             |
| 241 | Ash si trasforma temporaneamente in un Pikachu. |                   |                                 |
| 242 | Il cristallo magico 「サンダーとクリスタル！みずうみのひみつ！」 - As Clear As Crystal | 28 marzo 2002     | 31 dicembre 2003-2 gennaio 2004 |
| 242 | Prima apparizione del Pokémon leggendario Zapdos. |                   |                                 |
| 243 | Lo spettacolo 「ふたごのププリンVSプリン！うたうポケモンコンサート！」 - Same Old Song & Dance | 11 aprile 2002    | 5-7 gennaio 2004                |
| 243 | Prima apparizione di Igglybuff. |                   |                                 |
| 244 | L'illuminazione 「ヤドンのさとり！サトシのさとり！」 - Enlighten Up! | 18 aprile 2002    | 8-9 gennaio 2004                |
| 245 | Il falso professore 「にせオーキド!? ポケモンせんりゅうたいけつ!!」 - Will the Real Oak Please Stand Up? | 25 aprile 2002    | 12-13 gennaio 2004              |
| 246 | Misteri del cosmo 「ピィとピッピとながれぼし！」 - Wish Upon a Star Shape | 2 maggio 2002     | 14-15 gennaio 2004              |
| 246 | Prima apparizione di Cleffa. |                   |                                 |
| 247 | Un nuovo piano 「ニョロゾのしんか！」 - Outrageous Fortunes | 9 maggio 2002     | 16-19 gennaio 2004              |
| 247 | Il Poliwhirl di Misty si evolve in Politoed grazie alla Roccia di Re di Ash. |                   |                                 |
| 248 | Uno strano parco 「バトルパーク！VSカメックス・リザードン・フシギバナ！」 - One Trick Phony! | 16 maggio 2002    | 20-21 gennaio 2004              |
| 249 | I Pokémon pon pon 「ニョロトノのチアリーディング！」 - I Politoed Ya So! | 23 maggio 2002    | 22-23 gennaio 2004              |
| 250 | La Via Gelata! 「こおりのどうくつ！」 - The Ice Cave! | 30 maggio 2002    | -                               |
| 250 | Prima apparizione di Furret. |                   |                                 |
| 251 | L'ultima Medaglia (prima parte) 「イブキとミニリュウ！」 - Beauty is Skin Deep | 6 giugno 2002     | 26-27 gennaio 2004              |
| 251 | Ash e i suoi amici giungono ad Ebanopoli ed incontrano la capopalestra Sandra. |                   |                                 |
| 252 | L'ultima Medaglia (seconda parte) 「フスベジムのりゅうのきば！」 - Fangs for Nothin' | 13 giugno 2002    | 28-29 gennaio 2004              |
| 252 | Ash e Sandra cominciano la loro lotta in palestra, ma vengono interrotti dal Team Rocket, che si impadronisce del Dente di Drago e si rifugia poi nella Terra Sacra dei Draghi. |                   |                                 |
| 253 | L'ultima Medaglia (terza parte) 「カイリュー！げきりんはつどう！」 - Great Bowls of Fire | 20 giugno 2002    | 30 gennaio-2 febbraio 2004      |
| 253 | Il Charizard di Ash torna dal suo allenatore. |                   |                                 |
| 254 | L'ultima Medaglia (quarta parte) 「フスベジム！さいごのバッジ!!」 - Better Eight Than Never | 27 giugno 2002    | 3 febbraio 2004                 |
| 254 | Ash sconfigge Sandra. Charizard ritorna nella Valle dei Draghi. |                   |                                 |
| 255 | Doppio furto 「ソーナノ!?ジムバッジとソーナンス!!」 - Why? Why Not! | 4 luglio 2002     | 4 febbraio 2004                 |
| 255 | Prima apparizione di Wynaut, Pokémon della terza generazione. |                   |                                 |
| 256 | Incontri subacquei 「リュウグウジム！みずのなかでバトルだぜ！」 - Just Add Water! | 11 luglio 2002    | 5 febbraio 2004                 |
| 257 | La ricercatrice 「ラプラスのうた！」 - Lapras of Luxury | 18 luglio 2002    | 6 febbraio 2004                 |
| 257 | Ash incontra di nuovo Lapras. Il ragazzo viene incaricato dal Professor Elm di consegnargli un uovo di Pokémon. |                   |                                 |
| 258 | Paura del mondo 「タマゴをまもれ！あらしのなかでうまれたいのち！」 - Hatch Me If You Can! | 25 luglio 2002    | 9 febbraio 2004                 |
| 258 | L'uovo si schiude e nasce Larvitar. Il Pokémon viene affidato ad Ash, che ha il compito di riportarlo nella riserva del Monte Argento, suo luogo d'origine. |                   |                                 |
| 259 | Forti emozioni 「エンテイとおんせんのなかまたち！」 - Entei at Your Own Risk | 1º agosto 2002    | 10 febbraio 2004                |
| 259 | Il Pineco di Brock si evolve in Forretress. Prima apparizione di Misdreavus e del Pokémon leggendario Entei. |                   |                                 |
| 260 | La leggenda 「ヤドキング！おうじゃのしるし！」 - A Crowning Achievement | 8 agosto 2002     | 11-12 febbraio 2004             |
| 260 | Prima apparizione di Slowking. |                   |                                 |
| 261 | Un Pokémon da catturare 「ナナコとエレキッド！」 - Here's Lookin' at You, Elekid! | 15 agosto 2002    | 13-16 febbraio 2004             |
| 261 | Ash incontra di nuovo l'allenatrice Casey. Il Bayleef della ragazza si è evoluto in Meganium. James scambia il suo Victreebel per un Weepinbell, che si evolve in Victreebel, ma viene cacciato da Jessie. I due Victreebel si innamorano e fuggono insieme. Casey cattura Elekid.                                     |                   |                                 |
| 262 | Un vero eroe 「ヨーギラスがんばる！」 - You're A Star, Larvitar | 22 agosto 2002    | 17-18 febbraio 2004             |
| 262 | Prima apparizione di Magby e di Quilava. |                   |                                 |
| 263 | L'Altra Dimensione 「ふしぎのくにのアンノーン！」 - Address Unown! | 29 agosto 2002    | 19-20 febbraio 2004             |
| 263 | Prima apparizione di Unown e di Tyranitar. |                   |                                 |
| 264 | Ritorno a casa 「バンギラスとヨーギラス！」 - Mother Of All Battles! | 5 settembre 2002  | 23-24 febbraio 2004             |
| 264 | Ash consegna Larvitar al Ranger Mason. |                   |                                 |
| 265 | La fiaccola 「ニューラとせいなるほのお！」 - Pop Goes The Sneasel! | 12 settembre 2002 | 25-26 febbraio 2004             |
| 265 | Ash incontra Harrison. Prima apparizione di Sneasel e di Blaziken, quest'ultimo Pokémon della terza generazione. |                   |                                 |
| 266 | Le prime gare 「シロガネリーグかいまく！シゲルふたたび！」 - A Claim to Flame! | 19 settembre 2002 | 27 febbraio-1º marzo 2004       |
| 266 | Ash supera la fase preliminare della Lega Pokémon di Johto sconfiggendo prima Salvador e il suo Furret, poi altri due allenatori. |                   |                                 |
| 267 | Le semifinali 「よせんリーグ！マグマラシほのおのバトル!!」 - Love, Pokémon Style! | 26 settembre 2002 | 2-3 marzo 2004                  |
| 267 | Lo Squirtle di Ash torna dal suo allenatore. Ash conquista la prima vittoria del proprio girone sconfiggendo Macy. |                   |                                 |
| 268 | Una sfida d'orgoglio 「メガニウムVSフシギダネ！くさタイプのいじ！」 - Tie One On! | 3 ottobre 2002    | 4-5 marzo 2004                  |
| 268 | Macy batte Jackson. Ash ottiene un pareggio con Jackson e arriva primo nel girone, accedendo al primo round delle finali. |                   |                                 |
| 269 | Il torneo della vittoria (prima parte) 「けっしょうリーグ！フルバトル６VS６!!」 - The Ties That Bind | 10 ottobre 2002   | 8-9 marzo 2004                  |
| 269 | Il Charizard di Ash torna di nuovo dal suo allenatore. Ash e Gary iniziano il loro incontro. |                   |                                 |
| 270 | Il torneo della vittoria (seconda parte) 「ライバルたいけつ！カメックスVSリザードン!!」 - Can't Beat the Heat! | 17 ottobre 2002   | 10-11 marzo 2004                |
| 270 | Ash accede ai quarti di finale sconfiggendo Gary. Ash affronta Harrison. |                   |                                 |
| 271 | Il torneo della vittoria (terza parte) 「バシャーモふたたび！ハヅキとのたたかい!!」 - Playing with Fire | 24 ottobre 2002   | 12-15 marzo 2004                |
| 271 | Ash e Harrison continuano il loro incontro. |                   |                                 |
| 272 | Il torneo della vittoria (quarta parte) 「フルバトルのはてに！それぞれのみち!!」 - Johto Photo Finish | 31 ottobre 2002   | 16-17 marzo 2004                |
| 272 | Ash perde contro Harrison e viene eliminato. Harrison perde poi in semifinale da Jon Dickson, che vincerà la Lega di Johto. Squirtle e Charizard ritornano rispettivamente dall'Agente Jenny e nella Valle dei Draghi. Ash, Misty, Brock e Gary ritornano a Pallet.                                                    |                   |                                 |
| 273 | Addii e partenze 「サヨナラ…そして、たびだち！」 - Gotta Catch Ya Later! | 7 novembre 2002   | 18-19 marzo 2004                |
| 273 | Seconda apparizione del Pokémon leggendario Ho-Oh. Brock e Misty ritornano alle loro rispettive palestre. Ash lascia i suoi Pokémon (eccetto Pikachu) al Professor Oak e parte per Hoenn. |                   |                                 |
| 274 | Una nuova meta 「ピカチュウとのわかれ...！」 - Hoenn Alone...! | 14 novembre 2002  | 22-23 marzo 2004                |
| 274 | Ash raggiunge Hoenn. Prima apparizione di Wingull, Pelipper, Sharpedo e Wailmer, tutti Pokémon della terza generazione. |                   |                                 |